# Hearthstone: Heroes of Warcraft
A Hearthstone egy free-to-play gyűjtögetős kártyajáték, melyet a Blizzard Entertainment fejleszt.
2015 májusában a regisztrált Hearthstone fiókok száma meghaladta a 30 milliót. Egy évvel később a játék már 50 millió regisztrált felhasználót tudott maga mögött, míg 2017 májusában ez a szám elérte a 70 milliót. 2018. november 5-én a regisztrált Hearthstone játékosok száma elérte a 100 milliót.

## Játékmenet
A játékmenet a hagyományos gyűjtögetős kártyajátékok mintájára épül. A két szemben álló játékosnak van egy-egy harminc lapot számláló paklija, ezekből húznak a játék elején 3-3 lapot, a második játékos húzhat még egy lapot, és kap egy bónusz kártyát, a „The Coin”-t (magyarul: „az érme”). Ezután minden körben egy lapot húznak egy megkevert pakliból, akárcsak a többi hagyományos kártyajáték keretében. Minden kör elteltével eggyel több manát kapnak, amelyeknek segítségével kijátszhatnak lényeket, varázslatokat és fegyvereket. A lapoknak három paramétere van: mennyi manába kerül kijátszani, mekkorát képes sebezni, és összesen mennyi sebzést képes elviselni. A kártyáknak lehetnek egyéb tulajdonságai is, például további sebzést biztosíthat más lények számára. Ezután a cél az ellenfél hősének mind a harminc életpontjának a lesebzése.

### Kasztok és karakterek
A játék folyamán tizenegy, a World of Warcraft univerzumából ismert kaszt és hozzá társított szereplő közül választhatunk. Az összes varázslat karakterhez kötött, de a lények döntő többsége neutrális, melyeket minden kaszt használhat. Mindegyik kaszt egy téma köré specializálódik. A kasztok, és a hozzájuk társított szereplők a következők: 
- death knight – halállovag (The Lich King): ez a kaszt az élőholtak seregének irányításával vág neki a csatáinak.
- demon hunter – démon vadász (Illidan Stormrage): ez a kaszt több olyan képességgel is bír, melyek mindkét oldalt sebzik, erős varázslatokkal, és sok démonnal vág neki csatáinak.
- druid – druida (Malfurion Stormrage): ez a kaszt rendelkezik a Choose One-os lapokkal és a gyors mana szerzés lehetőségével.
- hunter – vadász (Rexxar): ez a kaszt Beast („Bestia") típusú lényekkel van szinergiában.
- mage – mágus (Jaina Proudmoore): ez a kaszt a varázslatokkal, varázslatokkal való sebzéssel, és a fagyasztással foglalkozik.
- paladin – paplovag (Uther the Lightbringer): ez a kaszt a nagyon sok lény, megidézésével foglalkozik, és még egy kis gyógyítással.
- priest – pap (Anduin Wrynn): ez a kaszt a gyógyítással, illetve az elmemanipulálással ( tehát ez a ellenfél paklijából lapok elemelésével) foglalkozik.
- rogue – zsivány (Valeera Sanguinar): ez a kaszt a Combo lapokkal és a Stealth-es lényekkel rendelkezik.
- shaman – sámán (Thrall): ez a kaszt Overload-al és a csak neki elérhető Totem típusú lényekkel foglalkozik.
- warlock – boszorkánymester (Gul'dan): ez a kaszt leginkább egyes javakat áldoz fel másokért, (pl.: sebzi önmagát hogy lapot húzzon, vagy eldob egy lapot a kezéből)
- warrior – harcos (Garrosh Hellscream): ez a kaszt a lények sebzésével és Armor („Páncél") szerzésével foglalkozik.

Ők a játszmák után tapasztalati pontokkal gazdagodnak, és szinteket lépnek. Az első tíz szint meglépése folyamán minden második szint elérésénél a játékos megszerezheti a kasztra jellemző alapkártyákat, utána az alapkártyák "golden" változatát érheti el. Ranked játékmódban valamely hőssel elért 500 győzelem után a hős aranyozott portrét és animált grafikát kap, 1000 győzelmet követően pedig új hőskinézetet.
Továbbá valódi pénzzel bővíthető ez a gyűjtemény: Alleria Windrunner (hunter), Medivh (mage), Magni Bronzebeard (warrior) hősökkel fejenként 10 euróért lehet megvásárolni. (Ezen hősök kikerültek a Shop-ból, 2019. december 10-től ideiglenesen nem megvásárolhatóak.)
2019-es karácsonyi időszak alatt új hősként bekerült Sylvanas Windrunner (hunter), aki az előbbi hősökhöz hasonlóan 10 euróért volt megvásárolható.
Egy rövid ideig meg lehetett szerezni Tyrande Whisperwindet alternatív priest hősnek. Ehhez csak annyit kellett tenni, hogy aktiválni kellett a Twitch Prime tagságot. Sajnos erre akkor még csak néhány országban (USA, Kanada, Egyesült Királyság, Németország, Franciaország, Olaszország, Spanyolország, Belgium és Ausztria) volt lehetőség. Továbbá a távol-keleti régióban is megszerezhető volt a későbbiekben.
2019. december 11-én a 16.0. frissítéssel megújult a játékban található Shop, melyben a karácsonyi időszakban ismét elérhetővé vált Tyrande, mint ingyenesen megszerezhető hős.
Ha World of Warcraftban elérünk 20-as szintet egy új karakterrel, akkor megkapjuk Lady Liadrint, egy paladin hőst.
Egy ideig egy különleges, WWF-el összedolgozó promóció keretében meg lehetett venni Khadgart is, mage hősnek.
A Recruit a Friend keretében, ha meghívunk valakit a Hearthstone-ba és ő eléri a 20-as szintet (el lehet érni egy hőssel is, de a 9 hős együttes szintje is számít) akkor a veterán játékos (aki a meghívót küldte) alternatív shaman hősként Morgl the Oracle-t kapja meg. Az újonc pedig classic kártyacsomagokkal gazdagodik.
A Journey to Un'Goro megjelenését követően kapunk egy különleges küldetést a napi küldetéseknél amelynek teljesítésekor (Nyerjünk 10 meccset Standard módban Ranked vagy Casual módban) Maiew Shadowsongot kapjuk új Rogue hősnek.
A Knights of the Frozen Throne-ban alternatív paladin hősnek Arthas herceget lehet megszerezni, ehhez azonban le kell győznünk magát a Lich Kinget mind a kilenc hőssel.
Egy rövid ideig tartó Fireside Gathering keretében, ahol Fireside Gathering Tawern-ben kellett játszani alternatív warlock hősnek meg lehetett szerezni Nemsy Necrofizzlet.
A The Witchwood megjelenését követően kapunk egy különleges küldetést a napi küldetéseknél amelynek teljesítésekor (Nyerjünk 10 meccset Standard módban) Lunarat kapjuk új Druid hősnek.
A The Boomsday Project megjelenése előtt lehetőség volt előrendelni a kiegészítőt két változatban. A nagyobb csomag megvásárlása esetén egyéb tartalom mellett egy alternatív warlock hőst Mecha-Jaraxxus-t kaptuk meg. Ez a hősportré és a hozzá tartozó hátlap újra megvásárolható volt 2023. március 21-től két héten át 1500 aranyért vagy 14.99 euróért.
A 2018-as Hallow's End ünnepség idején (2018. október 17. – 2018. október 31.) Sir Annoy-O volt megszerezhető, mint alternatív paladin hős. Ehhez egy Hallow! Hallow! Bundle-t kellett vásároljunk 19.99 euróért, melynek tartalma volt még 20 The Witchwood kártyacsomag.
A Rastakhan's Rumble megjelenése előtt lehetőség volt előrendelni a kiegészítőt két változatban. A nagyobb csomag megvásárlása esetén egyéb tartalom mellett egy alternatív shaman hőst King Rastakhan-t kaptuk meg.
A Rise of Shadows megjelenése előtt lehetőség volt előrendelni a kiegészítőt két változatban. A nagyobb csomag megvásárlása esetén egyéb tartalom mellett egy alternatív priest hőst Madame Lazul-t kaptuk meg.
A 14.4-es frissítés élesedésével (2019. június 3.) Lei Shen, The Thunder King-et lehetett megszerezni, mint alternatív shaman hős. Ehhez egy úgynevezett Master's Bundle-t kellett megvásárolnunk. A csomag csak korlátozott ideig, 2019. július 1-ig volt elérhető és 19.99 euróba került. Tartalmazott még továbbá 10 Rise of Shadows és 10 Rastakhan's Rumble kártyacsomagot és egy hátlapot is.
A Saviors of Uldum megjelenése előtt  lehetőség volt előrendelni a kiegészítőt két változatban. A nagyobb csomag megvásárlása esetén egyéb tartalom mellett egy alternatív druid hőst Elise Starseeker-t kaptuk meg.
A Descent of Dragons megjelenése előtt lehetőség volt előrendelni a kiegészítőt két változatban. A nagyobb csomag megvásárlása esetén egyéb tartalom mellett egy alternatív warrior hőst Deathwing-et kaptuk meg. Ez a hősportré és a hozzá tartozó hátlap újra megvásárolható volt a Fractured in Alterac Valley megjelenésekor (2021. december 7.) egészen 2021. december 13-ig 14.99 euróért.
A 2019-es év végén egy úgynevezett Winter Veil csomagot lehetett megvásárolni, melyben egyéb tartalom mellett egy alternatív druid hős Dame Hazelbark volt megtalálható.
Az Ashes of Outland megjelenése előtt lehetőség volt előrendelni a kiegészítőt két változatban. A nagyobb csomag megvásárlása esetén egyéb tartalom mellett egy alternatív shaman hőst Lady Vashj-t kaptuk meg.
A 2020-as Fire Festival ünnepség idején (2020. június 9. – 2020. július 7.) Aranna Starseeker volt megszerezhető, mint alternatív demon hunter hős. Ehhez a Fire Festival Bundle-t kellett megvásárolni. Ez a hősportré és a hozzá tartozó hátlap újra megvásárolható volt a 2021-es Hallow's End ünnepség idején (2021. október 19. - 2021. november 9.) 1500 aranyért vagy 9.99 euróért.
A Scholomance Academy megjelenése előtt lehetőség volt előrendelni a kiegészítőt két változatban. A nagyobb csomag megvásárlása esetén egyéb tartalom mellett alternatív mage hős Kel'Thuzad élőhalott portréját kaptuk meg.
A 2020-as Hallow's End ünnepség idején (2020. szeptember 29. – 2020. október 21.) Horseman Uther volt megszerezhető, mint alternatív paladin hős. Ehhez a Horseman Uther Bundle-t kellett megvásárolnunk, mely 25 Scolomance Academy kártyacsomagot is tartalmazott. Ez a hősportré visszatért a 2021-es Hallow's End ünnepség idején (2021. október 19. - 2021. november 9.), ahol 1000 aranyért vagy 6.99 euróért lehetett megszerezni.
A 2020-as év utolsó kiegészítője a Madness at the Darkmoon Fair megjelenése előtt (2020. november 17.) lehetőség volt előrendelni a kiegészítőt két változatban. A nagyobb csomag megvásárlása esetén egyéb tartalom mellett egy alternatív warlock hőst N'Zoth-ot kaptuk meg. 
A 19.0-ás frissítés élesedésével (2020. november 12.) Annhylde-t lehetett megszerezni, mint alternatív warrior hős. Ehhez a Darkmoon Fair Tavern Pass-t kellett megvásárolni, mely 19.99 euróba került. Tartalmazott továbbá egy kártyahátlapot, egy alternatív kinézetet a The Coin kártyának, egy arany Silas Darkmoon legendary kártyát és további 3-3 alternatív hősportrét a mage és a shaman kasztokhoz, valamint az új küldetésrendszerhez gyorsabb fejlődést. A mage-hez tartozó alternatív kinézetek: Apprentice Jaina, Archmage Jaina és Kul Tiran Jaina. A shaman hőshöz a Thrall, Son of Durotan, Alterac Thrall és a Wolfrider Thrall portrék érkeztek. 
A 19.0-ás frissítéssel érkező új Küldetésrendszerben a 100-as szint elérése esetén a következő kinézetek közül lehet választani: 
- demon hunter: Demonbane Illidan
- druid: Cenarion Malfurion
- hunter: Giantstalker Rexxar
- mage: Arcanist Jaina
- paladin: Uther Lawbringer
- priest: Anduin of Prophecy
- rogue: Nightslayer Valeera
- shaman: Earthfury Thrall
- warlock: Felheart Gul'dan
- warrior: Garrosh of Might

A 2021-es kínai holdújévet ünneplő Lunar Fesztivál esemény alatt (2021. február 9. – 2021. február 23.) négy hőskinézetet lehetett megszerezni. Ehhez a megfelelő bundle-t kellett 2021. február 19-ig megvásárolni.
- paladin: Guan Yu Uther [Guan Yu Uther Bundle (9.99 euró) vagy a Three Kingdoms Bundle (24.99 euró)]
- priest: Zhuge Liang Anduin [Zhuge Liang Anduin Bundle (9.99 euró) vagy a Three Kingdoms Bundle (24.99 euró)]
- rogue: Diao Chan Valeera [Three Kingdoms Mini Bundle (14.99 euró) vagy a Three Kingdoms Bundle (24.99 euró)]
- warrior: Lü Bu Garrosh [Three Kingdoms Mini Bundle (14.99 euró) vagy a Three Kingdoms Bundle (24.99 euró)]

Ezeket a hőskinézeteket a kínai Három Királyság (Three Kingdoms) időszak ihlette.
A Forged in the Barrens megjelenése előtt lehetőség volt előrendelni a kiegészítőt két változatban. A nagyobb csomag megvásárlása esetén egyéb tartalom mellett alternatív druid hőst Hamuul Runetotem-et kaptuk meg.
A 20.0-ás frissítéssel új Tavern Pass került a játékba, melynek megvásárlása és a jutalomtérképen a megfelelő szint elérése esetén, a The Coin kártyához kapunk egy alternatív kinézetet, kapunk továbbá egy kártyahátlapot, 1 alternatív hősportrét a hunter kaszthoz és 3-3 alternatív hősportrét a demon hunter, priest és warrior kasztokhoz. A hunter-hez tartozó alternatív kinézet: Firefang Rexxar. A demon hunter-hez tartozó alternatív kinézetek: Initiate Kurtrus, Adept Kurtrus, Trainer Kurtrus. A priest-hez érkezett alternatív kinézetek: Survivor Xyrella, Shardseeker Xyrella, Lightweaver Xyrella. A warrior hőshöz a Young Rokara, Recruit Rokara és a Rokara of the Horde portrék érkeztek.
A 20.2-es frissítéssel bekerült a játékba az úgynevezett Tavern Regular achievement és minden kaszthoz érkezett 1 alternatív kinézet is. Ezeknek a kinézeteknek a megszerzéséhez teljesíteni kell ezt az achievementet. Az achievement 10 részből áll. Teljesíteni a jutalomtérképen előrehaladva lehet és minden 200 szint elérése esetén választhatunk egyet a 10 hősportréból. Az első rész teljesítéséhez 200 szintet kell elérni a jutalomtérképen, és akkor lehet kiválasztani az első hős portrét. Újabb 200 szint után (tehát 400-as szinten) a másodikat, majd ismét 200 szintet követően (600 szint) a harmadikat, és így tovább. Végül a 2000-es szintnél a 10. hős portrét lehet kiválasztani. Az összes kiegészítő jutalomtérképén elért szint összeadódik. Tehát, ha valaki egy kiegészítő jutalomtérképén eléri a 100-as szintet a következő kiegészítő térképén szintén eljut 100-as szintig akkor kiválaszthat egy kinézetet. Azt, hogy ki hol tart nem kell észben tartani az achievementet megkeresve mutatja az addig elért eredményt.
A 10 alternatív kinézet a következő:
- demon hunter: Felravager Illidan
- druid: Storm's Rage Malfurion
- hunter: Dragonstalker Rexxar
- mage: Netherwind Jaina
- paladin: Judgement Uther
- priest: Transcendence Anduin
- rogue: Deathmantle Valeera
- shaman: Ten Storm Thrall
- warlock: Nemesis Gul'dan
- warrior: Garrosh of Wrath

A 20.4-es frissítés megjelenésekor 11 hős kinézet és 94 korábban megszerezhető kártyahátlap vált elérhetővé. A hátlapok 500 aranyba, illetve 600 aranyba kerülnek. 500 aranyba a szezonhátlapok (melyeket havonta 5 Ranked győzelemmel lehetett megszerezni), 600 aranyba a promóciós, előfizetéssel, vagy egyéb speciális módon megszerezhető hátlapok tartoznak. A hős kinézetek 1200, illetve 1800 aranyba kerülnek attól függően, hogy jár e melléjük kártyahátlap vagy sem. A hátlapokat és a hőskinézeteket megvásárolni a gyűjteményből (My Collection) lehet.
A 20.4-es frissítéssel a következő hőskinézetek váltak elérhetővé:
- druid: Dame Hazelbark + hátlap
- druid: Lunara
- hunter: Alleria Windrunner + hátlap
- hunter: Sylvanas Windrunner + hátlap
- mage: Medivh + hátlap
- mage: Khadgar + hátlap
- paladin: Sir Annoy-O
- rogue: Maiev Shadowsong
- shaman: Lei Shen, The Thunder King + hátlap
- shaman: Morgl the Oracle
- warrior: Magni Bronzebeard + hátlap

A United in Stormwind megjelenése előtt lehetőség volt előrendelni a kiegészítőt két változatban. A nagyobb csomag megvásárlása esetén egyéb tartalom mellett alternatív mage hőst Lady Katrana Prestor-t kaptuk meg.
A 2021-es Fire Festival ünnepség idején (2021. július 6. – 2021. július 27.) Druid of the Flame Malfurion volt megszerezhető, mint alternatív druid hős. Ehhez egy 7 részes küldetéssorozatot kellett teljesíteni. Az első hat küldetés teljesítése esetén küldetésenként egy Főnix Éve kártyacsomag járt, míg a hetedik küldetés teljesítésével a hősportrét kaptuk meg.
Szintén a 2021-es Fire Festival idején, de csak 2021. július 20-ig lehetőség volt megvásárolni az Eternal Flame Bundle nevezetű csomagot, melynek a megvásárlása esetén három alternatív hőskinézettel és egy kártyahátlappal gyarapodhatott a gyűjteményünk:
- hunter: Flamewalker Rexxar
- paladin: Righteous Inferno Uther
- shaman: Ragnaros

A 21.0-ás frissítés új jutalomtérképet és Tavern Passt hozott a játékba, melynek megvásárlása és a jutalomtérképen a megfelelő szint elérése esetén, a The Coin kártyához kapunk egy alternatív kinézetet, kapunk továbbá egy kártyahátlapot, 1 alternatív hősportrét a paladin kaszthoz és 4-4 alternatív hősportrét a druid, rogue és a warlock kasztokhoz. A paladin-hoz tartozó alternatív kinézet: Yrel. A druid-hoz tartozó alternatív kinézetek: Guff Runetotem, Spelunker Guff, Fangbound Guff, Fauna Friend Guff. A rogue-hoz érkezett alternatív kinézetek: Chef Scabbs, Agent Scabbs, Investigator Scabbs, Undercover Scabbs. A warlock hőshöz a Scholomance Tamsin, Impressive Tamsin, Summoner Tamsin és a Tamsin Triumphant portrék érkeztek.
A 21.3-as frissítéssel egy Shadowlands Bundle nevezetű csomag került a játékba, amelyet 2021. szeptember 21. és 2021. október 10. között lehetett megvásárolni 24.99 euróért. A Bundle megvásárlása esetén a World of Warcraft Shadowlands kiegészítőjében megismert négy szövetséges csoport által inspirált alternatív kinézetet lehetett megszerezni a demon hunter (Venthyr), druid (Night Fae), paladin (Kyrian) és a warlock (Necrolord) hősökhöz:
- demon hunter: Ember Court Illidan
- druid: Winter Fury Malfurion
- paladin: Ascended Uther
- warlock: House of Rituals Gul'dan

A 2021-es Hallow's End ünnepség idején (2021. október 19. – 2021. november 9.) a Fairy Tales Bundle elnevezésű csomag volt megvásárolható 24.99 euróért. A csomag megvásárlása esetén a hunter-hez, mage-hez, priest-hez és a shaman-hoz szerezhettünk egy új alternatív kinézetet.
- hunter: Robinhood Rexxar
- mage: Red Ridinghood Jaina
- priest: Prince Charming Anduin
- shaman: Frog Prince Thrall

A 2021-es Hallow's End ünnepség alatt további alternatív kinézetként a warrior-hoz ingyenesen lehetett megszerezni a Pirate King Garrosh portrét, továbbá visszatérőként meg lehetett vásárolni a paladin hőshöz a Horseman Uther kinézetet 1000 aranyért vagy 6.99 euróért és a demon hunter hőshöz az Aranna Starseeker hősportrét + hátlapot 1500 aranyért vagy 9.99 euróért.
A 21.6-os frissítés megjelenésekor rövid ideig megvásárolható volt a Book of Heroes egyjátékos kaland első két hősportréja. Mage hőshöz a Scholar Jaina, míg hunter-hez a Warsong Rexxar kinézetet lehetett megvásárolni 1000 aranyért vagy 6.99 euróért.
2021. november 10-én bekerült a játékba az Edwinc VanCleef hős csomag, melynek megvásárlása esetén Edwin VanCleef alternatív rogue hősportrét lehetett megszerezni a hozzá tartozó hátlappal. A csomagot 9.99 euróért lehetett megvásárolni 2021. november 15-ig.
A 21.8-as frissítéssel bekerült a játékba több hőskinézetet tartalmazó csomag valamint a Fractured in Alterac Valley előrendelési csomagjai melyet a kiegészítő megjelenéséig 2021. december 6. lehetett előrendelni. A nagyobb előrendelői csomag megvásárlása esetén egyéb tartalom mellett alternatív warrior hőst Vanndar Stormpike-ot kaptuk meg.
További, a frissítéssel bekerült 2021. december 6-ig megvásárolható csomagok és hőskinézetek:
- Chrome Crusaders Bundle: A csomag 29.99 euróért volt megvásárolható, tartalmazott egy hátlapot és a következő hősportrékat
  - druid: Steel Guardian Malfurion
  - mage: Arcane Sentinel Jaina
  - paladin: Holy Leviathan Anduin
  - priest: Star Ascendant Uther
  - rogue: Titanblade Valeera

- Rusted Raiders Bundle: A csomag 29.99 euróért volt megvásárolható, tartalmazott egy hátlapot és a következő hősportrékat
  - demon hunter: Infernal Armor Illidan
  - hunter: Iron Hunter Rexxar
  - shaman: Mechaconduit Thrall
  - warlock: Fel Colossus Gul'dan
  - warrior: Forge-wrought Garrosh

Az Infernal Armor Illidan hősportré és a hozzá tartozó hátlap, valamint a Steel Guardian Malfurion és a hozzá tartozó hátlap külön-külön is megvásárolhatóak 9.99 euróért. Valamint a többi hőskinézet is külön-külön megvásárolható hátlap nélkül 6.99 euróért.
2021. november 27-től egy rövid ideig megvásárolható volt négy újabb, a Book of Heroes egyjátékos kalandhoz érkezett hősportré. Rogue-hoz a Gladiator Valeera, priest-hez az SI:7 Anduin, paladin-hoz a Second War Uther, míg warrior-hoz a Nagrand Garrosh kinézetet lehetett megvásárolni 1000 aranyért vagy 6.99 euróért.
A Fractured in Alterac Valley új jutalomtérképet és Tavern Passt hozott a játékba, melynek megvásárlása és a jutalomtérképen a megfelelő szint elérése esetén, a The Coin kártyához kapunk egy alternatív kinézetet, kapunk továbbá kártyahátlapot, 9 alternatív kinézetet a Battlegrounds játékmódhoz, Vanessa VanCleef zsoldost és hozzá tartozó portrékat a Mercenaries játékmódhoz, 1 alternatív hősportrét a mage kaszthoz és 4-4 alternatív hősportrét a paladin, mage és a shaman kasztokhoz. A mage-hez tartozó alternatív kinézet: Celestial Dragon. A paladin-hoz tartozó alternatív kinézetek: Trainee Cariel, Northwatch Cariel, Stalwart Cariel, Dungeoneer Cariel. A shaman-hoz érkezett alternatív kinézetek: Barrens Bru'kan, Dungeoneer Bru'kan, Venerable Bru'kan, Deadmines Bru'kan. A mage hőshöz a Apprentice Dawngrasp, Explorer Dawngrasp, Elementalist Dawngrasp és a Pyromancer Dawngrasp portrék érkeztek.
A Fractured in Alterac Valley kiegészítő megjelenésének hetén (2021. december 7. - 2021. december 13.) a warrior hőshöz a Deathwing hősportrét + hátlapot lehetett megvásárolni 14.99 euróért.
A 2021-es Winter Veil ünnepség idején (2021. december 21. – 2022. január 18.) a shaman hőshöz lehetett ingyenesen megszerezni a Snowman Thrall hősportrét. Továbbá három, karácsonyi hősportrékat tartalmazó csomag is megvásárolható volt.
- Greatfather Winter Magni Hero Set: A csomag 9.99 euróért volt megvásárolható, tartalmazott egy hátlapot és egy hősportrét
  - warrior: Greatfather Winter Magni

- Winter Veil Cheer Bundle: A csomag 24.99 euróért volt megvásárolható és a következő hősportrékat tartalmazta
  - demon hunter: Illidan the Naughty
  - paladin: Greench Uther
  - rogue: Valeera the Nice
  - warlock: Winter's Little Helper Nemsy

- Winter Veil Chill Bundle: A csomag 24.99 euróért volt megvásárolható és a következő hősportrékat tartalmazta
  - druid: Ice Lord Malfurion
  - hunter: Snowflipper Rexxar
  - mage: Frost Fairy Jaina
  - priest: Ice Lady Tyrande

2022. január 11-től egy rövid ideig ismételten megszerezhető volt két újabb, a Book of Heroes egyjátékos kalandhoz érkezett hősportré. Shaman-hoz a Frostwolf Thrall, míg a druid-hoz az Emerald Malfurion kinézetet lehetett megvásárolni 1000 aranyért vagy 6.99 euróért.
A 22.2-es frissítéssel (2022. január 25.) bekerült a játékba több hőskinézetet tartalmazó csomag.
- Visszatért a rogue Diao Chan Valeera hősportréja, melyet a Diao Chan Valeera Bundle megvásárlásával lehetett megszerezni 1500 aranyért vagy 9.99 euróért. A csomag a hősportrén túl tartalmazott egy hátlapot is.
- Érkezett továbbá a Sacred Celestials Bundle, mely a hunter-hez tartalmazta a Black Ox Rexxar hősportrét, valamint a druidhoz a Xuen, the White Tiger hősportrét illetve egy hátlapot. A csomag 14.99 euróért volt megvásárolható.

Ezeket a csomagokat 2022. február 7-ig lehetett megvásárolni.
A 2022-es kínai holdújévet ünneplő Lunar Fesztivál esemény alatt (2022. február 2. – 2022. február 16.) négy hőskinézetet lehetett megszerezni. Ehhez a megfelelő csomagot kellett 2022. február 14-ig megvásárolni.
- Snake and Crane Bundle: A csomag 9.99 euróért volt megvásárolható és a következő hősportrékat tartalmazta
  - mage: Red Crane Jaina
  - shaman: Jade Serpent Thrall
- Evil From Pandaria Bundle: A csomag 9.99 euróért volt megvásárolható és a következő hősportrékat tartalmazta
  - demon hunter: Sha Illidan
  - warlock: Mogu'shan Gul'dan

Mind a két csomag 2022. február 14-ig volt megvásárolható.
A 22.4-es frissítéssel (2022. február 15.) új hőskinézeteket tartalmazó csomagok kerültek be. A csomagok egyenként 9.99 euróért 2022. február 28-ig voltak megvásárolhatók és a következő hősportrékat tartalmazták.
- Ferocious Fur Ball Bundle:
  - demon hunter: Sabertender Illidan
  - priest: Little Lion Anduin
- Blooming Flower Bundle:
  - druid: Cherry Blossom Lunara
  - warrior: Garrosh the Wild

2022. március 1-jén új hőskinézeteket tartalmazó csomagok kerültek be a játékba. A csomagok egyenként 9.99 euróért 2022. március 14-ig voltak megvásárolhatók és a következő hősportrékat tartalmazták.
- Festive Mood Bundle:
  - mage: Festival Jaina
  - rogue: Garden Party Valeera
- Hatch and Watch Bundle:
  - hunter: Denwatcher Rexxar
  - warlock: Hatcher Gul'dan

A 22.6-os frissítéssel (2022. március 15.) több hőskinézet is bekerült a játékba.
Kettőt ezekből két csomag megvásárlásával lehetett megszerezni. A csomagok egyenként 9.99 euróért 2022. március 28-ig voltak megvásárolhatók és a következő hősportrékat tartalmazták.
- A Sniper Tavish Bundle nevezetű csomag megvásárlása esetén a Sniper Tavish alternatív hunter hősportrét lehetett megszerezni. Tartalmazott továbbá 5 kártyacsomagot, melyek a hunter kaszthoz tartalmaztak lapokat.
- A Defiant Rokara Bundle nevezetű csomag megvásárlása esetén a Defiant Rokara alternatív warrior hősportrét lehetett megszerezni. Tartalmazott továbbá 5 kártyacsomagot, melyek a warrior kaszthoz tartalmaztak lapokat.

A Voyage to the Sunken City megjelenése előtt lehetőség volt előrendelni a kiegészítőt két változatban. A nagyobb csomag megvásárlása esetén egyéb tartalom mellett egy alternatív mage hőst Queen Azshara-t kaptuk meg.
Valamint a frissítéssel egy esemény is kezdetét vette, ahol öt speciális küldetés teljesítését követően egyéb tartalmak mellett három a hunterhez tartozó hőskinézetet lehetett megszerezni, ezek a Tavish Stormpike, a Tavish for Hire és a Lootmaster Tavish volt.
2022. március 29-én a korábbi Sniper Tavish Bundle-t és a Defiant Rokara Bundle-t felváltotta két újabb csomag.
A csomagok egyenként 9.99 euróért 2022. április 11-ig voltak megvásárolhatók és a következő hősportrékat tartalmazták.
- A Vengeant Kurtrus Bundle nevezetű csomag megvásárlása esetén a Vengeant Kurtrus alternatív demon hunter hősportrét lehetett megszerezni. Tartalmazott továbbá 5 kártyacsomagot, melyek a demon hunter kaszthoz tartalmaztak lapokat.
- A Shadow-touched Xyrella Bundle nevezetű csomag megvásárlása esetén a Shadow-touched Xyrella alternatív priest hősportrét lehetett megszerezni. Tartalmazott továbbá 5 kártyacsomagot, melyek a priest kaszthoz tartalmaztak lapokat.

A 23.0-ás frissítéssel új Tavern Pass került a játékba, melynek megvásárlása és a jutalomtérképen a megfelelő szint elérése esetén, a The Coin kártyához kapunk egy alternatív kinézetet, kapunk továbbá egy kártyahátlapot, 2 alternatív hősportrét a druid és shaman kasztokhoz és 1-1 alternatív hősportrét a demon hunter, hunter, mage, paladin, priest, rogue, warlock és warrior kasztokhoz.
A Tavern Pass a következő hősportrékat tartalmazza:
- demon hunter: Nightborne Aranna
- druid: Ambassador Faelin és a Sea Dryad Lunara
- hunter: Naga Sylvanas
- mage: Navigator Khadgar
- paladin: Admiral Liadrin
- priest: Handmaiden Tyrande
- rogue: Mariner Maiev
- shaman: Deepsea Morgl és a Kaldorei Vashj
- warlock: Diver Nemsy
- warrior: Shipwrecked Magni

2022. április 26-án a Leeroy Jenkins Bundle nevezetű csomag került be a játékba, melynek a megvásárlása esetén Leeroy Jenkins alternatív paladin hősportrét lehetett megszerezni. A csomag tartalmazott még egy hátlapot továbbá 5 kártyacsomagot, melyek a paladin kaszthoz tartalmaztak lapokat. A csomag 14.99 euróért 2022. május 9-ig volt megvásárolható.
A 23.2-os frissítéssel (2022. május 10.) több hőskinézet is bekerült a játékba.
Ezeket különböző csomagok megvásárlásával lehetett megszerezni.
- A Sir Finley Mrrggleton Bundle nevezetű csomag megvásárlása esetén a Sir Finley Mrrggleton alternatív paladin hősportrét lehetett megszerezni. A csomag tartalmazott még egy hátlapot továbbá 5 kártyacsomagot, melyek a paladin kaszthoz tartalmaztak lapokat. A csomag 14.99 euróért 2022. május 31-ig volt megvásárolható.
- A Jaina Proudmurgle Bundle nevezetű csomag megvásárlása esetén a Jaina Proudmurgle alternatív mage hősportrét lehetett megszerezni. A csomag tartalmazott még 5 kártyacsomagot, melyek a mage kaszthoz tartalmaztak lapokat. A csomag 9.99 euróért 2022. május 23-ig volt megvásárolható.
- A Mrrgillidan Bundle nevezetű csomag megvásárlása esetén a Mrrgillidan  alternatív demon hunter hősportrét lehetett megszerezni. A csomag tartalmazott még 5 kártyacsomagot, melyek a demon hunter kaszthoz tartalmaztak lapokat. A csomag 9.99 euróért 2022. május 23-ig volt megvásárolható.

2022. május 17-től egy rövid ideig ismételten megszerezhető volt az utolsó két, a Book of Heroes egyjátékos kalandhoz érkezett hősportré. Warlock-hoz a Shadowmoon Gul'dan, míg a demon hunterhez-hez a Skullbearer Illidan kinézetet lehetett megvásárolni 1000 aranyért vagy 6.99 euróért.
Szintén 2022. május 17-től egészen 2022. május 31-ig lehetett megvásárolni két újabb hőskinézetet tartalmazó csomagot.
- A Guff Murtotem Bundle nevezetű csomag megvásárlása esetén a Guff Murtotem alternatív druid hősportrét lehetett megszerezni. A csomag tartalmazott még 5 kártyacsomagot, melyek a druid kaszthoz tartalmaztak lapokat. A csomagot 9.99 euróért lehetett megvásárolni.
- A Murragnaros Bundle nevezetű csomag megvásárlása esetén a Murragnaros alternatív shaman hősportrét lehetett megszerezni. A csomag tartalmazott még 5 kártyacsomagot, melyek a shaman kaszthoz tartalmaztak lapokat. A csomagot 9.99 euróért lehetett megvásárolni.

2022. május 31-én új hőskinézeteket tartalmazó csomagok kerültek be a játékba.
- A Garona Halforcen Bundle nevezetű csomag megvásárlása esetén a Garona Halforcen alternatív rogue hősportrét lehetett megszerezni. A csomag tartalmazott még egy hátlapot továbbá 5 kártyacsomagot, melyek a rogue kaszthoz tartalmaztak lapokat. A csomag 14.99 euróért 2022. június 26-ig volt megvásárolható.
- A Feast Nemsy Bundle nevezetű csomag megvásárlása esetén a Feast Nemsy alternatív warlock hősportrét lehetett megszerezni. A csomag tartalmazott továbbá 5 kártyacsomagot, melyek a warlock kaszthoz tartalmaztak lapokat. A csomag 9.99 euróért 2022. június 13-ig volt megvásárolható.
- Az Eternal Medivh Bundle nevezetű csomag megvásárlása esetén az Eternal Medivh alternatív mage hősportrét lehetett megszerezni. A csomag tartalmazott továbbá 5 kártyacsomagot, melyek a mage kaszthoz tartalmaztak lapokat. A csomag 9.99 euróért 2022. június 13-ig volt megvásárolható.

2022. június 14-től ismételten megszerezhető volt a 2021-es Lunar Festival idején a warrior-hoz érkezett Lü Bu Garrosh kinézet. A hősportrét 6.99 euróért lehetett megvásárolni 2022. június 20-ig.
Szintén 2022. június 14-től lehetett megvásárolni két újabb hőskinézetet tartalmazó csomagot.
- Az Illhoof Illidan Bundle nevezetű csomag megvásárlása esetén az Illhoof Illidan alternatív demon hunter hősportrét lehetett megszerezni. A csomag tartalmazott továbbá 5 kártyacsomagot, melyek a demon hunter kaszthoz tartalmaztak lapokat. A csomag 9.99 euróért 2022. június 26-ig volt megvásárolható.
- A Butler Anduin Bundle nevezetű csomag megvásárlása esetén a Butler Anduin alternatív priest hősportrét lehetett megszerezni. A csomag tartalmazott továbbá 5 kártyacsomagot, melyek a priest kaszthoz tartalmaztak lapokat. A csomag 9.99 euróért 2022. június 26-ig volt megvásárolható.

A Murder at Castle Nathria megjelenése előtt lehetőség volt előrendelni a kiegészítőt két változatban. A nagyobb csomag megvásárlása esetén egyéb tartalom mellett egy alternatív warrior hőst Sire Denathrius-t kaptuk meg.
A 2022-es Fire Festival ünnepség idején (2022. június 30. – 2022. július 28.) Roaster Magni volt megszerezhető, mint alternatív warrior hős. Ehhez egy 7 részes küldetéssorozatot kellett teljesíteni.
Szintén 2022. június 30-tól lehetett megvásárolni egy három hőskinézetet tartalmazó csomagot. A Flame Fighters Bundle nevezetű csomag megvásárlása esetén a Flameshot Sylvanas alternatív hunter, a Fire Glaive Lyadrin alternatív paladin és a Kael'thas Sunstrider alternatív mage hősportrét lehetett megszerezni. A csomag tartalmazott továbbá 3-3 kártyacsomagot, melyek ehhez a három kaszthoz tartalmaztak lapokat. A csomag 24.99 euróért 2022. július 18-ig volt megvásárolható.
2022. július 5-től egy újabb három hőskinézetet tartalmazó csomag megvásárlására volt lehetőség. A Blaze Bringers Bundle nevezetű csomag megvásárlása esetén a Vendor Maiev alternatív rogue, a Felfirework Aranna alternatív demon hunter és a Torchbearer Tyrande alternatív priest hősportrét lehetett megszerezni. A csomag tartalmazott továbbá 3-3 kártyacsomagot, melyek ehhez a három kaszthoz tartalmaztak lapokat. A csomag 24.99 euróért 2022. július 26-ig volt megvásárolható.
2022. július 19-től egy újabb három hőskinézetet tartalmazó csomag megvásárlására volt lehetőség. A Fire Tamers Bundle nevezetű csomag megvásárlása esetén a Juggler Morgl alternatív shaman, a Sparkspinner Nemsy alternatív warlock és a Fireflower Lunara alternatív druid hősportrét lehetett megszerezni. A csomag tartalmazott továbbá 3-3 kártyacsomagot, melyek ehhez a három kaszthoz tartalmaztak lapokat. A csomag 24.99 euróért 2022. augusztus 1-ig volt megvásárolható.
A 2022. augusztus 2-tól új Tavern Pass került a játékba, melynek megvásárlása és a jutalomtérképen a megfelelő szint elérése esetén, egyéb tartalmak mellett a The Coin kártyához kapunk egy alternatív kinézetet, kapunk továbbá kártyahátlapokat és 1-1 alternatív hősportrét a tíz kaszthoz.
A Tavern Pass a következő hősportrékat tartalmazza:
- demon hunter: Songstress Aranna
- druid: Ardenweald Lunara
- hunter: Sanguine Sylvanas
- mage: Reveler Kael'thas
- paladin: Venthyr Liadrin
- priest: Kyrian Tyrande
- rogue: Suspect Maiev
- shaman: Morgl Holmes
- warlock: Scullery Nemsy
- warrior: Prince Renathal

Szintén 2022. augusztus 2-tól volt elérhető a Garrosh the Chained nevezetű csomag, melynek megvásárlása esetén a Garrosh the Chained alternatív warrior hősportrét lehetett megszerezni. A csomag tartalmazott továbbá 5 kártyacsomagot, melyek a warrior kaszthoz tartalmaztak lapokat. A csomag 9.99 euróért 2022. augusztus 22-ig volt megvásárolható.
2022. augusztus 9-től lehetett megvásárolni két újabb hőskinézetet tartalmazó csomagot.
- A Baroness Vashj Bundle nevezetű csomag megvásárlása esetén a Baroness Vashj alternatív shaman hősportrét lehetett megszerezni. A csomag tartalmazott továbbá 5 kártyacsomagot, melyek a shaman kaszthoz tartalmaztak lapokat. A csomag 9.99 euróért 2022. augusztus 29-ig volt megvásárolható.
- A Kel'Thuzad the Inevitable Bundle nevezetű csomag megvásárlása esetén a Kel'Thuzad the Inevitable alternatív mage hősportrét lehetett megszerezni. A csomag tartalmazott továbbá 5 kártyacsomagot, melyek a mage kaszthoz tartalmaztak lapokat. A csomag 9.99 euróért 2022. augusztus 29-ig volt megvásárolható.

2022. augusztus 30-tól megvásárolható volt a Magical Guardian Elise Bundle megnevezésű csomag, melynek megvétele esetén a Magical Guardian Elise alternatív druid hősportrét lehetett megszerezni. A csomag tartalmazott még egy hátlapot továbbá 5 kártyacsomagot, melyek a druid kaszthoz tartalmaztak lapokat. A csomagot 1500 runestone-ért lehetett megvásárolni 2022. szeptember 20-ig.
2022. szeptember 6-tól két újabb hőskinézetet tartalmazó csomagot lehetett megvásárolni.
- A Love Guardian Tyrande Bundle nevezetű csomag megvásárlása esetén a Love Guardian Tyrande alternatív priest hősportrét lehetett megszerezni. A csomag tartalmazott továbbá 5 kártyacsomagot, melyek a priest kaszthoz tartalmaztak lapokat. A csomagot 1000 runestone-ért lehetett megvásárolni 2022. szeptember 27-ig.
- A Sparkle Guardian Nemsy Bundle nevezetű csomag megvásárlása esetén a Sparkle Guardian Nemsy alternatív warlock hősportrét lehetett megszerezni. A csomag tartalmazott továbbá 5 kártyacsomagot, melyek a warlock kaszthoz tartalmaztak lapokat. A csomagot 1000 runestone-ért lehetett megvásárolni 2022. szeptember 27-ig.

2022. szeptember 13-tól két újabb hőskinézetet tartalmazó csomagot lehetett megvásárolni.
- A Bold Guardian Liadrin Bundle nevezetű csomag megvásárlása esetén a Bold Guardian Liadrin alternatív paladin hősportrét lehetett megszerezni. A csomag tartalmazott továbbá 5 kártyacsomagot, melyek a paladin kaszthoz tartalmaztak lapokat. A csomagot 1000 runestone-ért lehetett megvásárolni 2022. október 4-ig.
- A Wicked Prince Kael'thas Bundle nevezetű csomag megvásárlása esetén a Wicked Prince Kael'thas alternatív mage hősportrét lehetett megszerezni. A csomag tartalmazott továbbá 5 kártyacsomagot, melyek a mage kaszthoz tartalmaztak lapokat. A csomagot 1000 runestone-ért lehetett megvásárolni 2022. október 4-ig.

A 24.4-es frissítéssel (2022. szeptember 27.) a Cookin' & Bakin' Bundle nevezetű csomag került be a játékba, melynek a megvásárlása esetén a Cookin' Reno alternatív mage és a Bakin' Bran alternatív hunter hősportrékat lehetett megszerezni. A csomag tartalmazott még egy hátlapot továbbá 5-5 kártyacsomagot, melyek a mage és a hunter kasztokhoz tartalmaztak lapokat. A csomag 2500 runestone-ért volt megvásárolható.
2022. október 4-től két újabb hőskinézetet tartalmazó csomagot lehetett megvásárolni.
- A Fishy Finley Bundle nevezetű csomag megvásárlása esetén a Fishy Finley alternatív paladin hősportrét lehetett megszerezni. A csomag tartalmazott továbbá 5 kártyacsomagot, melyek a paladin kaszthoz tartalmaztak lapokat. A csomagot 1000 runestone-ért lehetett megvásárolni.
- A Carnivore Warriors Bundle nevezetű csomag megvásárlása esetén a Burger Uther alternatív paladin és a Goulash Garrosh alternatív warrior hősportrét lehetett megszerezni. A csomag tartalmazott továbbá 5-5 kártyacsomagot, melyek a paladin és a warrior kaszthoz tartalmaztak lapokat. A csomagot 2000 runestone-ért lehetett megvásárolni.

2022. október 11-től két újabb hőskinézetet tartalmazó csomagot lehetett megvásárolni.
- A Noodle Nemsy Bundle nevezetű csomag megvásárlása esetén a Noodle Nemsy alternatív warlock hősportrét lehetett megszerezni. A csomag tartalmazott továbbá 5 kártyacsomagot, melyek a warlock kaszthoz tartalmaztak lapokat. A csomagot 1000 runestone-ért lehetett megvásárolni.
- A Refined Tastes Bundle nevezetű csomag megvásárlása esetén a Appetizer Anduin alternatív priest és az Epicurean Elise alternatív druid hősportrét lehetett megszerezni. A csomag tartalmazott továbbá 5-5 kártyacsomagot, melyek a priest és a druid kaszthoz tartalmaztak lapokat. A csomagot 2000 runestone-ért lehetett megvásárolni.

2022. október 18-tól a Seriously Sweet Bundle nevezetű csomag került be a játékba, melynek a megvásárlása esetén az Apple Aranna alternatív demon hunter és a Marshmallow Maiev alternatív rogue hősportrékat lehetett megszerezni. A csomag tartalmazott továbbá 5-5 kártyacsomagot, melyek a demon hunter és a rogue kasztokhoz tartalmaztak lapokat. A csomag 2000 runestone-ért volt megvásárolható.
A 24.6-os frissítéssel (2022. november 1.) megérkezett a játékba a 2022. év Halloween-i eseménye, mely egészen 2022. november 15-ig tartott. Az esemény alatt speciális küldetéseket lehetett teljesíteni, melyekkel esemény XP-t lehetett gyűjteni. Egyéb jutalmakon túl, amennyiben összegyűjtöttünk 1000 XP-t a Banshee Tyrande alternatív priest hősportrét kaptuk meg.
Szintén a 24.6-os frissítéssel kerültek be a játékba a March of the Lich King kiegészítő előrendelői csomagjai, melyeket 2022. december 12-ig lehetőség volt megvásárolni. A nagyobb csomag megvásárlása esetén egyéb tartalom mellett egy alternatív hunter hőst Lor'themar-t kaptuk meg.
2022. november 8-án került be a játék első Legendary minőségű hősportréja Arthas Menethil. Ezek a hősportrék kozmetikai jellegűek, egyedi kerettel és új hangokkal rendelkeznek. Az alap portré egy teljesen új 3D-s karakter modellre cserélődik. A portrét az Arthas Menethil Bundle megvásárlása esetén lehetett megszerezni. A csomag tartalmazott továbbá 5 kártyacsomagot, melyek a death knight kaszthoz tartalmaztak lapokat. A csomag 2500 runestone-ért vagy 24.99 euróért volt megvásárolható.
2022. november 15-től két újabb hőskinézetet tartalmazó csomagot lehetett megvásárolni.
- A Poisonheart Maiev Bundle nevezetű csomag megvásárlása esetén a Poisonheart Maiev alternatív rogue hősportrét lehetett megszerezni. A csomag tartalmazott továbbá 5 kártyacsomagot, melyek a rogue kaszthoz tartalmaztak lapokat. A csomagot 1000 runestone-ért lehetett megvásárolni.
- A Jaraxxustein Bundle nevezetű csomag megvásárlása esetén a Jaraxxustein alternatív warlock hősportrét lehetett megszerezni. A csomag tartalmazott továbbá egy kártyahátlapot és 5 kártyacsomagot, melyek a warlock kaszthoz tartalmaztak lapokat. A csomagot 1500 runestone-ért lehetett megvásárolni.

2022. november 22-től két újabb hőskinézetet tartalmazó csomagot lehetett megvásárolni.
- A Mummy Morgl Bundle nevezetű csomag megvásárlása esetén a Mummy Morgl alternatív shaman hősportrét lehetett megszerezni. A csomag tartalmazott továbbá 5 kártyacsomagot, melyek a shaman kaszthoz tartalmaztak lapokat. A csomagot 1000 runestone-ért lehetett megvásárolni.
- A Witch Jaina Bundle nevezetű csomag megvásárlása esetén a Witch Jaina alternatív mage hősportrét lehetett megszerezni. A csomag tartalmazott továbbá 5 kártyacsomagot, melyek a mage kaszthoz tartalmaztak lapokat. A csomagot 1000 runestone-ért lehetett megvásárolni.

A March of the Lich King megjelenésével (2022. december 6.) új Tavern Pass került a játékba, melynek megvásárlása és a jutalomtérképen a megfelelő szint elérése esetén, egyéb tartalmak mellett a The Coin kártyához kapunk egy alternatív kinézetet, kapunk továbbá kártyahátlapokat és 1-1 alternatív hősportrét a tizenegy kaszthoz.
A Tavern Pass a következő hősportrékat tartalmazza:
- death knight: Darion Mograin
- demon hunter: Arana the Runeseeker
- druid: Hamuul Runeblade
- hunter: Deathkeeper Alleria
- mage: Runemage Khadgar
- paladin: Fallen Yrel
- priest: Redeemer Tyrande
- rogue: Ebon Assassin Garona
- shaman: Scourgeslayer Vashj
- warlock: Dreadsteed Tamsin
- warrior: Annhylde Deathcaller

2022. december 13-tól két újabb hőskinézetet tartalmazó csomagot lehetett megvásárolni.
- A Sylvanas, Ranger General Legendary Bundle nevezetű csomag megvásárlása esetén a Sylvanas, Ranger General alternatív Legendary minőségű hunter hősportrét lehetett megszerezni. A csomag tartalmazott továbbá 5 kártyacsomagot, melyek a hunter kaszthoz tartalmaztak lapokat. A csomagot 2500 runestone-ért vagy 24.99 euróért lehetett megvásárolni.
- A Edwin the Renegade Bundle nevezetű csomag megvásárlása esetén az Edwin the Renegade alternatív rogue hősportrét lehetett megszerezni. A csomag tartalmazott továbbá 5 kártyacsomagot, melyek a rogue kaszthoz tartalmaztak lapokat. A csomagot 1000 runestone-ért vagy 9.99 euróért lehetett megvásárolni.

2022. december 20-tól két újabb hőskinézetet tartalmazó csomagot lehetett megvásárolni.
- A Sally Whitemane Bundle nevezetű csomag megvásárlása esetén a Sally Whitemane alternatív priest hősportrét lehetett megszerezni. A csomag tartalmazott továbbá 5 kártyacsomagot, melyek a priest kaszthoz tartalmaztak lapokat. A csomagot 1000 runestone-ért vagy 9.99 euróért 2023. január 17-ig lehetett megvásárolni.
- A Mal'ganis Bundle nevezetű csomag megvásárlása esetén Mal'ganist, mint alternatív warlock hősportrét lehetett megszerezni. A csomag tartalmazott továbbá 5 kártyacsomagot, melyek a warlock kaszthoz tartalmaztak lapokat. A csomagot 1000 runestone-ért vagy 9.99 euróért 2023. január 17-ig lehetett megvásárolni.

2023. január 17-én új hőskinézeteket tartalmazó csomagok kerültek be a játékba.
- Az Omen Bundle nevezetű csomag megvásárlása esetén az Omen alternatív demon hunter hősportrét lehetett megszerezni. A csomag tartalmazott még egy hátlapot továbbá 5 kártyacsomagot, melyek a demon hunter kaszthoz tartalmaztak lapokat. A csomagot 1500 runestone-ért vagy 14.99 euróért 2023. január 31-ig lehetett megvásárolni.
- A Spirit Bru'kan Bundle nevezetű csomag megvásárlása esetén a Spirit Bru'kan alternatív shaman hősportrét lehetett megszerezni. A csomag tartalmazott továbbá 5 kártyacsomagot, melyek a shaman kaszthoz tartalmaztak lapokat. A csomagot 1000 runestone-ért vagy 9.99 euróért 2023. január 31-ig lehetett megvásárolni.
- A Huln Highmountain Bundle nevezetű csomag megvásárlása esetén a Huln Highmountain alternatív hunter hősportrét lehetett megszerezni. A csomag tartalmazott továbbá 5 kártyacsomagot, melyek a hunter kaszthoz tartalmaztak lapokat. A csomagot 1000 runestone-ért vagy 9.99 euróért 2023. január 31-ig lehetett megvásárolni.

2023. január 31-től két újabb hőskinézetet tartalmazó csomagot lehetett megvásárolni.
- A Champion Tyrande Bundle nevezetű csomag megvásárlása esetén a Champion Tyrande alternatív priest hősportrét lehetett megszerezni. A csomag tartalmazott továbbá 5 kártyacsomagot, melyek a priest kaszthoz tartalmaztak lapokat. A csomagot 1000 runestone-ért vagy 9.99 euróért 2023. február 14-ig lehetett megvásárolni.
- A Dreamgrove Lunara Bundle nevezetű csomag megvásárlása esetén Dreamgrove Lunarat, mint alternatív druid hősportrét lehetett megszerezni. A csomag tartalmazott továbbá 5 kártyacsomagot, melyek a druid kaszthoz tartalmaztak lapokat. A csomagot 1000 runestone-ért vagy 9.99 euróért 2023. február 14-ig lehetett megvásárolni.

A 25.4-es frissítéssel (2023. február 14.) újabb hőskinézeteket tartalmazó csomagokat lehetett megvásárolni.
- A Varian Wrynn Legendary Bundle nevezetű csomag megvásárlása esetén a Varian Wrynn alternatív Legendary minőségű warrior hősportrét lehetett megszerezni. A csomag tartalmazott továbbá 5 kártyacsomagot, melyek a warrior kaszthoz tartalmaztak lapokat. A csomagot 2500 runestone-ért vagy 24.99 euróért lehetett megvásárolni.
- A Saraad Bundle nevezetű csomag megvásárlása esetén a Saraad alternatív mage hősportrét lehetett megszerezni. A csomag tartalmazott továbbá 1 kártyahátlapot és 5 kártyacsomagot, melyek a mage kaszthoz tartalmaztak lapokat. A csomagot 1500 runestone-ért vagy 14.99 euróért lehetett megvásárolni.
- A Daring Darion Bundle nevezetű csomag megvásárlása esetén a Daring Darion alternatív death knight hősportrét lehetett megszerezni. A csomag tartalmazott továbbá 5 kártyacsomagot, melyek a death knight kaszthoz tartalmaztak lapokat. A csomagot 1000 runestone-ért vagy 9.99 euróért lehetett megvásárolni.
- A Mighty Maiev Bundle nevezetű csomag megvásárlása esetén a Mighty Maiev alternatív rogue hősportrét lehetett megszerezni. A csomag tartalmazott továbbá 5 kártyacsomagot, melyek a rogue kaszthoz tartalmaztak lapokat. A csomagot 1000 runestone-ért vagy 9.99 euróért lehetett megvásárolni.

2023. február 28-tól két újabb hőskinézetet tartalmazó csomagot lehetett megvásárolni.
- A Fanboy Leeroy Bundle nevezetű csomag megvásárlása esetén a Fanboy Leeroy alternatív paladin hősportrét lehetett megszerezni. A csomag tartalmazott továbbá 5 kártyacsomagot, melyek a paladin kaszthoz tartalmaztak lapokat. A csomagot 1000 runestone-ért vagy 9.99 euróért 2023. március 14-ig lehetett megvásárolni.
- A Mascot Nemsy Bundle nevezetű csomag megvásárlása esetén Mascot Nemsyt, mint alternatív warlock hősportrét lehetett megszerezni. A csomag tartalmazott továbbá 5 kártyacsomagot, melyek a warlock kaszthoz tartalmaztak lapokat. A csomagot 1000 runestone-ért vagy 9.99 euróért 2023. március 14-ig lehetett megvásárolni.

A 25.6-os frissítéssel (2023. március 14.) újabb hőskinézeteket tartalmazó csomagok megvásárlására volt lehetőség.
- Az Inzah Bundle nevezetű csomag megvásárlása esetén az Inzah alternatív shaman hősportrét lehetett megszerezni. A csomag tartalmazott még egy hátlapot továbbá 5 kártyacsomagot, melyek a shaman kaszthoz tartalmaztak lapokat. A csomagot 1500 runestone-ért vagy 14.99 euróért lehetett megvásárolni.
- A Center Stage Valeera Bundle nevezetű csomag megvásárlása esetén a Center Stage Valeera alternatív rogue hősportrét lehetett megszerezni. A csomag tartalmazott továbbá 5 kártyacsomagot, melyek a rogue kaszthoz tartalmaztak lapokat. A csomagot 1000 runestone-ért vagy 9.99 euróért lehetett megvásárolni.

Szintén a 25.6-os frissítéssel kerültek be a játékba a Festival of Legends kiegészítő előrendelői csomagjai, melyeket 2023. április 11-ig lehetőség volt megvásárolni. A nagyobb csomag megvásárlása esetén egyéb tartalom mellett egy alternatív priest hőst Hedanis-t kaptuk meg.
2023. március 21-től két korábbi hőskinézetet tartalmazó csomagot lehetett megvásárolni.
- A Medivh Hero Set megvásárlása esetén a Medivh alternatív mage hősportrét lehetett megszerezni.
- A Mecha-Jaraxxus Hero Set megvásárlása esetén a Mecha-Jaraxxus alternatív warlock hősportrét lehetett megszerezni.

Mindkét csomagot 1500 aranyért vagy 14.99 euróért lehetett megvásárolni két héten keresztül.
2023. április 4-től újabb hőskinézeteket tartalmazó csomagok megvásárlására volt lehetőség. Ezekből a hősportrékból egyet a Headliner's Tour event (2023. március 14. - 2023. március 28.) keretén belül lehetőség volt megszerezni.
- A Flowerchild Lunara Bundle nevezetű csomag megvásárlása esetén a Flowerchild Lunara alternatív druid hősportrét lehetett megszerezni. A csomag tartalmazott továbbá 5 kártyacsomagot, melyek a druid kaszthoz tartalmaztak lapokat.
- A Mixqueen Azshara Bundle nevezetű csomag megvásárlása esetén a Mixqueen Azshara alternatív mage hősportrét lehetett megszerezni. A csomag tartalmazott továbbá 5 kártyacsomagot, melyek a mage kaszthoz tartalmaztak lapokat.
- A Rocker Rokara Bundle nevezetű csomag megvásárlása esetén a Rocker Rokara alternatív warrior hősportrét lehetett megszerezni. A csomag tartalmazott továbbá 5 kártyacsomagot, melyek a warrior kaszthoz tartalmaztak lapokat.

Mindhárom csomagot 1000 runestone-ért vagy 9.99 euróért lehetett megvásárolni.
A Festival of Legends megjelenésével (2023. április 11.) új Tavern Pass került a játékba, melynek megvásárlása és a jutalomtérképen a megfelelő szint elérése esetén, egyéb tartalmak mellett a The Coin kártyához kapunk egy alternatív kinézetet, kapunk továbbá kártyahátlapokat és 1-1 alternatív hősportrét a tizenegy kaszthoz.
A Tavern Pass a következő hősportrékat tartalmazza:
- death knight: Deathmetal King
- demon hunter: Halveria
- druid: Dame Groovybark
- hunter: Rockabilly Rexxar
- mage: Technomancer Saraad
- paladin: Disco Hammer Cariel
- priest: Teen Idol Anduin
- rogue: MC Garona
- shaman: Smooth Jazz Morgl
- warlock: Opera Diva Tamsin
- warrior: Rock Angel Annhylde

Szintén 2023. április 11-től lehetett megvásárolni az Elite Tauren Chieftain Bundle nevezetű csomagot, melynek a megvásárlása esetén megkaptuk az Elite Tauren Chieftain alternatív warrior hősportrét, egy kártyahátlapot és 5 kártyacsomagot, melyek a warrior kaszthoz tartalmaztak lapokat. A csomagot 1500 runestone-ért vagy 14.99 euróért lehetett megvásárolni.
2023. április 25-től újabb hőskinézeteket tartalmazó csomagok megvásárlására volt lehetőség.
- A Jazznaros the Vibe Lord Bundle nevezetű csomag megvásárlása esetén a Jazznaros the Vibe Lord alternatív shaman hősportrét lehetett megszerezni. A csomag tartalmazott továbbá 5 kártyacsomagot, melyek a shaman kaszthoz tartalmaztak lapokat.
- Az Emo-rock Aranna Bundle nevezetű csomag megvásárlása esetén az Emo-rock Aranna alternatív demon hunter hősportrét lehetett megszerezni. A csomag tartalmazott továbbá 5 kártyacsomagot, melyek a demon hunter kaszthoz tartalmaztak lapokat.

Mindkét csomagot 1000 runestone-ért vagy 9.99 euróért lehetett megvásárolni.
2023. május 9-től újabb hőskinézeteket tartalmazó csomagok megvásárlására volt lehetőség.
- Az MC Blingtron Legendary Bundle nevezetű csomag megvásárlása esetén az MC Blingtron alternatív Legendary minőségű rogue hősportrét lehetett megszerezni. A csomag tartalmazott továbbá 5 kártyacsomagot, melyek a rogue kaszthoz tartalmaztak lapokat. A csomagot 2500 runestone-ért vagy 24.99 euróért lehetett megvásárolni.
- Az Electro Swing Sally Bundle nevezetű csomag megvásárlása esetén az Electro Swing Sally alternatív priest hősportrét lehetett megszerezni. A csomag tartalmazott továbbá 5 kártyacsomagot, melyek a priest kaszthoz tartalmaztak lapokat. A csomagot 1000 runestone-ért vagy 9.99 euróért lehetett megvásárolni két héten keresztül.
- A Deathcore Deathwing Bundle nevezetű csomag megvásárlása esetén a Deathcore Deathwing alternatív warrior hősportrét lehetett megszerezni. A csomag tartalmazott továbbá 5 kártyacsomagot, melyek a warrior kaszthoz tartalmaztak lapokat. A csomagot 1000 runestone-ért vagy 9.99 euróért lehetett megvásárolni két héten keresztül.

2023. május 23-tól újabb hőskinézeteket tartalmazó csomagok megvásárlására volt lehetőség.
- A Sir Anoise-O Bundle nevezetű csomag megvásárlása esetén a Sir Anoise-O alternatív paladin hősportrét lehetett megszerezni. A csomag tartalmazott továbbá 5 kártyacsomagot, melyek a paladin kaszthoz tartalmaztak lapokat. A csomagot 1000 runestone-ért vagy 9.99 euróért lehetett megvásárolni két héten keresztül.
- A Chantress Jaina Bundle nevezetű csomag megvásárlása esetén a Chantress Jaina alternatív mage hősportrét lehetett megszerezni. A csomag tartalmazott továbbá 5 kártyacsomagot, melyek a mage kaszthoz tartalmaztak lapokat. A csomagot 1000 runestone-ért vagy 9.99 euróért lehetett megvásárolni két héten keresztül.

A 26.4-es frissítéssel (2023. május 30.) újabb hőskinézeteket tartalmazó csomagokat lehetett megvásárolni.
- A Kit Waxwhisker Bundle nevezetű csomag megvásárlása esetén a Kit Waxwhisker alternatív mage hősportrét lehetett megszerezni. A csomag tartalmazott továbbá 1 kártyahátlapot és 5 kártyacsomagot, melyek a mage kaszthoz tartalmaztak lapokat. A csomagot 1500 runestone-ért vagy 14.99 euróért lehetett megvásárolni.
- A Bookworm Elise Bundle nevezetű csomag megvásárlása esetén a Bookworm Elise alternatív druid hősportrét lehetett megszerezni. A csomag tartalmazott továbbá 5 kártyacsomagot, melyek a druid kaszthoz tartalmaztak lapokat. A csomagot 1000 runestone-ért vagy 9.99 euróért lehetett megvásárolni.
- Az Apprentice Hedanis Bundle nevezetű csomag megvásárlása esetén az Apprentice Hedanis alternatív priest hősportrét lehetett megszerezni. A csomag tartalmazott továbbá 5 kártyacsomagot, melyek a priest kaszthoz tartalmaztak lapokat. A csomagot 1000 runestone-ért vagy 9.99 euróért lehetett megvásárolni.

2023. június 13-tól újabb hőskinézeteket tartalmazó csomagok megvásárlására volt lehetőség.
- A Wallflower Halveria Bundle nevezetű csomag megvásárlása esetén a Wallflower Halveria alternatív demon hunter hősportrét lehetett megszerezni. A csomag tartalmazott továbbá 5 kártyacsomagot, melyek a demon hunter kaszthoz tartalmaztak lapokat. A csomagot 1000 runestone-ért vagy 9.99 euróért lehetett megvásárolni két héten keresztül.
- A Gargoyl'dan Bundle nevezetű csomag megvásárlása esetén a Gargoyl'dan alternatív warlock hősportrét lehetett megszerezni. A csomag tartalmazott továbbá 5 kártyacsomagot, melyek a warlock kaszthoz tartalmaztak lapokat. A csomagot 1000 runestone-ért vagy 9.99 euróért lehetett megvásárolni két héten keresztül.

A 26.6-os frissítéssel (2023. június 27.) újabb hőskinézeteket tartalmazó csomagok megvásárlására volt lehetőség.
- A Rafaam Legendary Bundle nevezetű csomag megvásárlása esetén a Rafaam alternatív legendary minőségű warlock hősportrét lehetett megszerezni. A csomag tartalmazott még 5 kártyacsomagot, melyek a warlock kaszthoz tartalmaztak lapokat. A csomagot 2500 runestone-ért vagy 24.99 euróért lehetett megvásárolni.
- A Frostflame Varden Bundle nevezetű csomag megvásárlása esetén a Frostflame Varden alternatív mage hősportrét lehetett megszerezni. A csomag tartalmazott továbbá 5 kártyacsomagot, melyek a mage kaszthoz tartalmaztak lapokat. A csomagot 1000 runestone-ért vagy 9.99 euróért lehetett megvásárolni.

Szintén a 26.6-os frissítéssel kerültek be a játékba a TITANS kiegészítő előrendelői csomagjai, melyeket 2023. augusztus 8-ig lehetőség volt megvásárolni. A nagyobb csomag megvásárlása esetén egyéb tartalom mellett egy alternatív death knight hőst Inge-t kaptuk meg.
2023. július 11-én megérkezett a játékba a 2023. év Fire Festival eseménye, mely egészen 2023. augusztus 1-ig tartott. Az esemény alatt speciális küldetéseket lehetett teljesíteni, melyekkel esemény XP-t lehetett gyűjteni. Egyéb jutalmakon túl, amennyiben összegyűjtöttünk 3000 XP-t a Felblaze Illidan alternatív demon hunter hősportrét kaptuk meg.
2023. július 4-től egy újabb hőskinézetet tartalmazó csomag megvásárlására volt lehetőség.
- A Warden Vanndar Bundle nevezetű csomag megvásárlása esetén a Warden Vanndar alternatív warrior hősportrét lehetett megszerezni. A csomag tartalmazott továbbá 5 kártyacsomagot, melyek a warrior kaszthoz tartalmaztak lapokat. A csomagot 1000 runestone-ért vagy 9.99 euróért lehetett megvásárolni két héten keresztül.

2023. július 11-től egy újabb hőskinézetet tartalmazó csomag megvásárlására volt lehetőség.
- A Daring Fireheart Bundle nevezetű csomag megvásárlása esetén a Daring Fireheart alternatív shaman hősportrét lehetett megszerezni. A csomag tartalmazott továbbá 5 kártyacsomagot, melyek a shaman kaszthoz tartalmaztak lapokat. A csomagot 1000 runestone-ért vagy 9.99 euróért lehetett megvásárolni két héten keresztül.

A TITANS megjelenésével (2023. augusztus 1.) új Tavern Pass került a játékba, melynek megvásárlása és a jutalomtérképen a megfelelő szint elérése esetén, egyéb tartalmak mellett a The Coin kártyához kapunk egy alternatív kinézetet, kapunk továbbá kártyahátlapokat és 1-1 alternatív hősportrét a tizenegy kaszthoz.
A Tavern Pass a következő hősportrékat tartalmazza:
- death knight: Sea Reaver Inge
- demon hunter: Ravenlord Kurtrus
- druid: Astral Xuen
- hunter: Earthen Brann
- mage: Shipmaster Medivh
- paladin: Shield Maiden Yrel
- priest: Anduin, the Valorous
- rogue: Gloryseeker Garona
- shaman: Thundercaller Thrall
- warlock: Sargeras
- warrior: Earthen Magni

2023. augusztus 1-től újabb hőskinézeteket tartalmazó csomagok megvásárlására is lehetőség volt.
- A Night Warrior Tyrande Legendary Bundle nevezetű csomagot, melynek a megvásárlása esetén megkaptuk a Night Warrior Tyrande alternatív Legendary minőségű priest hősportrét és 5 kártyacsomagot, melyek a priest kaszthoz tartalmaztak lapokat. A csomagot 2500 runestone-ért vagy 24.99 euróért lehetett megvásárolni.
- A V-07-TR-0N Bundle nevezetű csomag megvásárlása esetén a V-07-TR-0N alternatív rogue hősportrét lehetett megszerezni. A csomag tartalmazott továbbá 1 kártyahátlapot és 5 kártyacsomagot, melyek a rogue kaszthoz tartalmaztak lapokat. A csomagot 1500 runestone-ért vagy 14.99 euróért lehetett megvásárolni két héten keresztül.
- A Frostbringer Arthas Bundle nevezetű csomag megvásárlása esetén a Frostbringer Arthas alternatív death knight hősportrét lehetett megszerezni. A csomag tartalmazott továbbá 5 kártyacsomagot, melyek a death knight kaszthoz tartalmaztak lapokat. A csomagot 1000 runestone-ért vagy 9.99 euróért lehetett megvásárolni két héten keresztül.
- A Clockwork Annoy-o Bundle nevezetű csomag megvásárlása esetén a Clockwork Annoy-o alternatív paladin hősportrét lehetett megszerezni. A csomag tartalmazott továbbá 5 kártyacsomagot, melyek a paladin kaszthoz tartalmaztak lapokat. A csomagot 1000 runestone-ért vagy 9.99 euróért lehetett megvásárolni két héten keresztül.

2023. július 8-án megérkezett a játékba az Ulduar Grand Championship eseménye, mely egészen 2023. augusztus 22-ig tartott. Az esemény alatt speciális küldetéseket lehetett teljesíteni, melyekkel esemény XP-t lehetett gyűjteni. Egyéb jutalmakon túl, amennyiben összegyűjtöttünk 4000 XP-t a Zombie Queen Scarlet alternatív death knight hősportrét kaptuk meg.
2023. augusztus 15-től újabb hőskinézeteket tartalmazó csomagok megvásárlására volt lehetőség.
- A Celeste-ial Bundle nevezetű csomag megvásárlása esetén a Celeste-ial alternatív mage hősportrét lehetett megszerezni. A csomag tartalmazott továbbá 5 kártyacsomagot, melyek a mage kaszthoz tartalmaztak lapokat. A csomagot 1000 runestone-ért vagy 9.99 euróért lehetett megvásárolni két héten keresztül.
- A Bonereader Tamsin Bundle nevezetű csomag megvásárlása esetén a Bonereader Tamsin alternatív warlock hősportrét lehetett megszerezni. A csomag tartalmazott továbbá 5 kártyacsomagot, melyek a warlock kaszthoz tartalmaztak lapokat. A csomagot 1000 runestone-ért vagy 9.99 euróért lehetett megvásárolni két héten keresztül.

2023. augusztus 22-től újabb hőskinézetet tartalmazó csomag megvásárlására volt lehetőség.
- Az Omen, Chained Bundle nevezetű csomag megvásárlása esetén az Omen, Chained alternatív demon hunter hősportrét lehetett megszerezni. A csomag tartalmazott továbbá 5 kártyacsomagot, melyek a demon hunter kaszthoz tartalmaztak lapokat. A csomagot 1000 runestone-ért vagy 9.99 euróért lehetett megvásárolni két héten keresztül.

2023. augusztus 29-től újabb hőskinézeteket tartalmazó csomagok megvásárlására volt lehetőség.
- A Thorim Bundle nevezetű csomag megvásárlása esetén Thorim alternatív shaman hősportrét lehetett megszerezni. A csomag tartalmazott egy hátlapot továbbá 5 kártyacsomagot, melyek a shaman kaszthoz tartalmaztak lapokat. A csomagot 1500 runestone-ért vagy 14.99 euróért lehetett megvásárolni két héten keresztül.
- A Trapper Maiev Bundle nevezetű csomag megvásárlása esetén a Trapper Maiev alternatív rogue hősportrét lehetett megszerezni. A csomag tartalmazott továbbá 5 kártyacsomagot, melyek a rogue kaszthoz tartalmaztak lapokat. A csomagot 1000 runestone-ért vagy 9.99 euróért lehetett megvásárolni két héten keresztül.

2023. szeptember 5-től újabb hőskinézeteket tartalmazó csomag megvásárlására volt lehetőség.
- A Glorious Gladiators Bundle nevezetű csomag megvásárlása esetén az Arena-Champion Rokara alternatív warrior hősportrét és a Gladiator Mograine alternatív death knight hősportrét lehetett megszerezni. A csomag tartalmazott továbbá 5-5 kártyacsomagot, melyek a warrior és a death knight kasztokhoz tartalmaztak lapokat. A csomagot 2000 runestone-ért vagy 19.99 euróért lehetett megvásárolni két héten keresztül.

2023. október 3-tól több újabb hőskinézeteket tartalmazó csomag megvásárlására volt lehetőség.
- A C'Thun Legendary Bundle nevezetű csomagot, melynek a megvásárlása esetén megkaptuk a C'Thun alternatív Legendary minőségű druid hősportrét és 5 kártyacsomagot, melyek a druid kaszthoz tartalmaztak lapokat. A csomagot 2500 runestone-ért vagy 24.99 euróért lehetett megvásárolni.
- A Nozdormu Bundle nevezetű csomag megvásárlása esetén a Nozdormu alternatív paladin hősportrét lehetett megszerezni. A csomag tartalmazott egy hátlapot továbbá 5 kártyacsomagot, melyek a paladin kaszthoz tartalmaztak lapokat. A csomagot 1500 runestone-ért vagy 14.99 euróért lehetett megvásárolni két héten keresztül.
- Az Investigator Xyrella Bundle nevezetű csomag megvásárlása esetén az Investigator Xyrella alternatív priest hősportrét lehetett megszerezni. A csomag tartalmazott továbbá 5 kártyacsomagot, melyek a priest kaszthoz tartalmaztak lapokat. A csomagot 1000 runestone-ért vagy 9.99 euróért lehetett megvásárolni két héten keresztül.

2023. október 10-től újabb hőskinézetet tartalmazó csomag megvásárlására volt lehetőség.
- A Stepfather Lor'themar Bundle nevezetű csomag megvásárlása esetén a Stepfather Lor'themar alternatív hunter hősportrét lehetett megszerezni. A csomag tartalmazott továbbá 5 kártyacsomagot, melyek a hunter kaszthoz tartalmaztak lapokat. A csomagot 1000 runestone-ért vagy 9.99 euróért lehetett megvásárolni két héten keresztül.

2023. október 17-én kerültek be a játékba a Showdown in the Badlands kiegészítő előrendelői csomagjai, melyeket 2023. november 14-ig lehetőség volt megvásárolni. A nagyobb csomag megvásárlása esetén egyéb tartalom mellett egy alternatív druid hőst Ulfar-t kaptuk meg.
Szintén 2023. október 17-től újabb hőskinézeteket tartalmazó csomagok is kerültek a játékba.
- A Queen Lana'thel Bundle nevezetű csomag megvásárlása esetén a Queen Lana'thel alternatív death knight hősportrét lehetett megszerezni. A csomag tartalmazott egy hátlapot továbbá 5 kártyacsomagot, melyek a death knight kaszthoz tartalmaztak lapokat. A csomagot 1500 runestone-ért vagy 14.99 euróért lehetett megvásárolni két héten keresztül.
- A Chicken Leeroy Bundle nevezetű csomag megvásárlása esetén a Chicken Leeroy alternatív paladin hősportrét lehetett megszerezni. A csomag tartalmazott továbbá 5 kártyacsomagot, melyek a hunter kaszthoz tartalmaztak lapokat. A csomagot 1000 runestone-ért vagy 9.99 euróért lehetett megvásárolni két héten keresztül.

A Showdown in the Badlands megjelenésével (2023. november 14.) új Tavern Pass került a játékba, melynek megvásárlása és a jutalomtérképen a megfelelő szint elérése esetén, egyéb tartalmak mellett a The Coin kártyához kapunk egy alternatív kinézetet, kapunk továbbá kártyahátlapokat és 1-1 alternatív hősportrét a tizenegy kaszthoz.
A Tavern Pass a következő hősportrékat tartalmazza:
- death knight: Reska the Pit Boss
- demon hunter: Gunslinger Kurtrus
- druid: Drifter Guff
- hunter: Cowgirl Alleria
- mage: Nexus-dealer Saraad
- paladin: Frontiersman Uther
- priest: Pianoman Hedanis
- rogue: Campchef Scabb
- shaman: Hoedown Inzah
- warlock: Mechadrill Jaraxxus
- warrior: Touring ETC

A Kiegészítő megjelenésével egyidőben (2023. november 14.) több, újabb hőskinézeteket tartalmazó csomag megvásárlására volt lehetőség.
- Az Elise the Leader Bundle nevezetű csomag megvásárlása esetén az Elise the Leader alternatív priest hősportrét lehetett megszerezni. A csomag tartalmazott egy hátlapot továbbá 5 kártyacsomagot, melyek a priest kaszthoz tartalmaztak lapokat. A csomagot 1500 runestone-ért vagy 14.99 euróért lehetett megvásárolni két héten keresztül.
- A Saloon Denathrius Bundle nevezetű csomag megvásárlása esetén a Saloon Denathrius alternatív warrior hősportrét lehetett megszerezni. A csomag tartalmazott továbbá 5 kártyacsomagot, melyek a warrior kaszthoz tartalmaztak lapokat. A csomagot 1000 runestone-ért vagy 9.99 euróért lehetett megvásárolni két héten keresztül.
- A Jaina Sanguinar Bundle nevezetű csomag megvásárlása esetén a Jaina Sanguinar alternatív mage hősportrét lehetett megszerezni. A csomag tartalmazott továbbá 5 kártyacsomagot, melyek a mage kaszthoz tartalmaztak lapokat. A csomagot 1000 runestone-ért vagy 9.99 euróért lehetett megvásárolni két héten keresztül.

2023. november 20-án kezdetét vette a Wanted: Dead or Alive! eseménye, mely egészen 2023. december 5-ig tartott. Az esemény alatt speciális küldetéseket lehetett teljesíteni, melyekkel esemény XP-t lehetett gyűjteni. Egyéb jutalmakon túl, amennyiben összegyűjtöttünk 4000 XP-t a Trader Rafaam alternatív warlock hősportrét kaptuk meg.
2023. november 21-én több újabb hőskinézeteket tartalmazó csomagok megvásárlására volt lehetőség.
- Az Elise the Leader Bundle nevezetű csomag megvásárlása esetén az Elise the Leader alternatív priest hősportrét lehetett megszerezni. A csomag tartalmazott egy hátlapot továbbá 5 kártyacsomagot, melyek a priest kaszthoz tartalmaztak lapokat. A csomagot 1500 runestone-ért vagy 14.99 euróért lehetett megvásárolni két héten keresztül.
- A Brawler Valeera Bundle nevezetű csomagot, melynek a megvásárlása esetén megkaptuk a Brawler Valeera alternatív rogue hősportrét és 5 kártyacsomagot, melyek a rogue kaszthoz tartalmaztak lapokat. A csomagot 1000 runestone-ért vagy 9.99 euróért lehetett megvásárolni.
- A Saloon Denathrius Bundle nevezetű csomag megvásárlása esetén a Saloon Denathrius alternatív warrior hősportrét lehetett megszerezni. A csomag tartalmazott továbbá 5 kártyacsomagot, melyek a warrior kaszthoz tartalmaztak lapokat. A csomagot 1000 runestone-ért vagy 9.99 euróért lehetett megvásárolni két héten keresztül.
- A Jaina Sanguinar Bundle nevezetű csomag megvásárlása esetén a Jaina Sanguinar alternatív mage hősportrét lehetett megszerezni. A csomag tartalmazott továbbá 5 kártyacsomagot, melyek a mage kaszthoz tartalmaztak lapokat. A csomagot 1000 runestone-ért vagy 9.99 euróért lehetett megvásárolni két héten keresztül.

2023. december 6-án több újabb hőskinézeteket tartalmazó csomagok megvásárlására volt lehetőség.
- A Lord Godfrey Bundle nevezetű csomag megvásárlása esetén a Lord Godfrey alternatív warlock hősportrét lehetett megszerezni. A csomag tartalmazott egy hátlapot továbbá 5 kártyacsomagot, melyek a warlock kaszthoz tartalmaztak lapokat. A csomagot 1500 runestone-ért vagy 14.99 euróért lehetett megvásárolni két héten keresztül.
- Az Outlaw Sylvanas Bundle nevezetű csomagot, melynek a megvásárlása esetén megkaptuk az Outlaw Sylvanas alternatív hunter hősportrét és 5 kártyacsomagot, melyek a hunter kaszthoz tartalmaztak lapokat. A csomagot 1000 runestone-ért vagy 9.99 euróért lehetett megvásárolni.
- A Deputy Liadrin Bundle nevezetű csomag megvásárlása esetén a Deputy Liadrin alternatív paladin hősportrét lehetett megszerezni. A csomag tartalmazott továbbá 5 kártyacsomagot, melyek a paladin kaszthoz tartalmaztak lapokat. A csomagot 1000 runestone-ért vagy 9.99 euróért lehetett megvásárolni két héten keresztül.

2023. december 19-én újabb hőskinézeteket tartalmazó csomag kerültek be a játékba.
- A Winter Veil Bundle nevezetű csomag megvásárlása esetén a Bandit Edwin alternatív rogue és a Deadeye Aranna alternatív demon hunter hősportrékat lehetett megszerezni. A csomag tartalmazott egy hátlapot, egy véletlenszerűen kiválasztott Signature Legendary kártyát a Showdown in the Badlands-ből továbbá 10 arany kártyacsomagot, melyek a Showdown in the Badlands kiegészítőből tartalmaztak lapokat. A csomagot 5000 runestone-ért vagy 49.99 euróért lehetett megvásárolni két héten keresztül.

## Lapok
A lapokat négyfelé lehet osztani: lények, fegyverek, hősök és varázslatok. A lények a táblán maradnak, egészen halálukig életben maradnak, míg a varázslatoknak pár ismétlődő varázslat kivételével egyszeri hatásuk van, a fegyverek pedig engedélyezik a hősödnek a támadást, ameddig nem használódnak el.

### Lények
A lényeknek van életpontjuk és sebzésük. Ha egy lény életpontja elfogy, akkor meghal, és nem játszik tovább. Egy lényt a kijátszása utáni körtől kezdve minden körben egyszer támadhat, kivéve azok a lények amelyek a Windfury képességgel rendelkeznek, ekkor a megtámadott félnek az életpontja csökken a támadó fél sebzéspontjával, de ha lényt támad, akkor ez visszafelé is hat. A lények döntő többsége valamilyen típusba tartozik: Beast (Bestia), Demon (Démon), Dragon (Sárkány), Elemental (Elemi), Mech (Gép), Murloc (Murloc), Naga (Naga), Pirate (Kalóz), Quilboar (Quilboar), Totem (Totem), Undead (Élőhalott), All (Mind). Továbbá a 25.0-ás frissítéssel megjelentek a Dual-lénytípusok, ezek olyan lények, amelyek egyszerre két típust is képviselnek. Pl.: Undead és Beast.

#### Speciális kulcsszavak
- Adapt (alkalmazkodás): ezzel a képességgel rendelkező lények kijátszásukkor egy (bizonyos lapok több) újabb tulajdonságra tesznek szert. A játék 10 lehetőség közül a Discover mechanizmushoz hasonlóan 3-mat ajánl fel és ebből lehet kiválasztani amire éppen szükségünk van. A 10 lehetőség: Living Spores (lényünk halálakor 2 db 1/1-es Plantet idéz meg), Flaming Claws (+3 támadást ad), Liquid Membrane (lényünket nem lehet célba venni varázslatokkal vagy hős képességgel), Crackling Shield (Divine Shield-et ad), Lightning Speed (Windfury-t ad), Massive (Tauntot ad), Volcanic Might (+1/+1-et ad), Rocky Carapace (+3 életet ad), Shrouding Mist (Stealth-t ad), Poison Spit (Poisonous-t ad).
- Avenge (X) (bosszúállás): ez a képesség akkor aktiválódik, ha X lény meghal. Pl. Avenge (2) esetén ha két lény hal meg. (A kulcsszó csak a Battlegrounds játékmódban található.)
- Battlecry (csatakiáltás): amikor kijátszod ezt a lényt, akkor csinál valamit. (Fegyverekre is vonatkozhat).
- Casts When Drawn: ezzel a kulcsszóval rendelkező lapok a felhúzásuk pillanatában fejtik ki hatásukat.
- Charge: azok a lények melyek ezzel a képességgel rendelkeznek kijátszásukkor azonnal támadhatnak.
- Choose one (válassz egyet): amikor a lapot kijátszod, akkor két válaszlehetőségből kell az egyiket választanod. (Varázslatokra is vonatkozhat.) (A kulcsszót csak a druid kaszt lapjai tartalmazzák.)
- Colossal +X: Ezzel a kulcsszóval olyan lények rendelkeznek, melyek túl hatalmasak ahhoz, hogy egyetlen lapra ráférjenek, ezért kijátszásukkor (akkor is, ha nem kézből lettek kijátszva) megidézik a Colossal többi részét is (a végén lévő szám jelzi, hogy mennyi része van). Pl. Colossal +2 esetén két további részt idéz meg.
- Combo (kombó): akkor aktiválódik, ha már játszottál ki lapot ebben a körben. (Fegyverekre és varázslatokra is vonatkozhat). (A kulcsszót csak a rogue kaszt lapjai tartalmazzák.)
- Corrupt (fertőzött): ha van egy ilyen lap a kézben, és közben kijátszunk egy olyan kártyát, ami több manába kerül, mint a Corrupt kulcsszóval rendelkező kártya, akkor fejlődik a Corrupt kártya, aktiválódik a képessége és Corrupted lesz.
- Deathrattle (halálhörgés): amikor a lénynek elfogynak az életpontjai, akkor csinál valamit. (Fegyverekre is vonatkozhat).
- Discard (eldob): eldob egy véletlen kártyát a kezünkből. (Varázslatokra is vonatkozhat)
- Discover (felfedezés): a játék 3 lap közül enged választani bizonyos feltételekhez kötötten (pl. csak 1 manás lapokat, csak varázslatokat
- Divine shield (szent pajzs): amikor a lény először sebződik, akkor nem csökken az életpontja.
- Dredge: Ezzel a kulcsszóval rendelkező kártya kijátszása esetén, a játék megmutatja a paklink legalján lévő 3 lapot, és egyet a pakli tetejére helyez.
- Echo (visszhang): ezzel a képességgel rendelkező kártyák egy körben többször is kijátszhatóak, ha van rá elég manánk.
- Enrage (feldühít): amikor egy lény megsérül, de nem pusztul el akkor aktiválódik, általában plusz támadást ad egy lénynek.
- Excavate (kiásás): ezzel a kulcsszóval rendelkező kártyák kijátszásakor felfedezünk egy kincset! Minél mélyebbre ásunk (Excavate kulcsszóval rendelkező lapokat többször használunk) annál jobb kincseket fedezünk fel.
- Finale: A Finale képesség akkor aktiválódik, ha minden Manát elköltünk ezzel a kulcsszóval rendelkező lap kijátszásakor.
- Forge (kovácsolás): A Forged kulcsszóval rendelkező lapokat 2 Manáért lehet fejleszteni ("kovácsolni"). Ehhez rá kell húzni a lapot a paklira, majd a kovácsolás végbemegy és fejlődik a lap.
- Freeze (fagyasztás): amikor a lény "megfagy" akkor nem lehet vele ütni egy körig.(Varázslatokra is vonatkozhat)
- Frenzy (őrjöngés): Egyszer és akkor aktiválódó képesség, mikor egy lény túlél egy támadást.
- Honorable Kill (becsületbeli gyilkosság): Ezzel a kulcsszóval rendelkező kártyák extra képességet kapnak, ha pontosan halálos sebzést okoznak a játékos saját körében. Tehát a képesség akkor aktiválódik, ha pontosan annyi sebzést kap egy lény amennyi életereje még van.
- Immune (immunitás): olyan mint egy Divine Shield csak ez örökre szól, nem lehet Immune-os lényt kijelölni sem, ha Taunt-os lény lesz Immune, akkor nem számít a Taunt.
- Infuse (X): Ezzel a kulcsszóval rendelkező lapok animát gyűjtenek magukba az elpusztított lenyeidből. Ha a kellő mennyiségű animát begyűjtötték (meghalt x db lény), akkor erősebbé válik az Infused lap.
- Inspire (inspirálás): ez akkor aktiválodik amikor a Hero Power-ünket ("hősképesség") használjuk.
- Invoke: ezzel a kulcsszóval rendelkező lapok kijátszásukkor erősebbé teszik Galakrondot.
- Lifesteal: amikor a Lifesteallel rendelkező lény, fegyver vagy varázslat sebez, akkor a hősöd a sebzéssel megegyező mennyiségben gyógyul.
- Magnetic: ezzel a képességgel rendelkező lények képesek egybeolvadni más "Mech" fajba tartozó lénnyel, így a képességeik, életük és erejük eggyé válik.
- Manathirst (X): Ezek a kártyák erősebbek lesznek, amint elérjük a zárójelben jelzett Manát. Pl. olyan lap esetében amelyen a Manathirst (4) szerepel a negyedik körtől aktiválódik a plusz képesség.
- Once per Turn (körönként egyszer): ezzel a képességgel rendelkező lapok körönként csak egyszer fejtik ki hatásukat. (A kulcsszó csak a Battlegrounds játékmódban található.)
- Outcast: az ilyen kulcsszóval rendelkező lapok extra effektet kapnak, ha az a kézben tartott lapok közül a két szélén lévő lap, csak a demon hunter rendelkezik ilyen kulcsszóval ellátott lapokkal.
- Overheal: Az Overheal képesség akkor aktiválódik, ha az Overheal-es lény több gyógyítást kap, mint amire szüksége van a teljes gyógyuláshoz. (A kulcsszót csak a priest kaszt lapjai tartalmazzák.)
- Overkill: ezzel a kulcsszóval rendelkező kártyák képessége akkor aktiválódik, ha úgy pusztítanak el egy lényt, hogy a támadásuk meghaladja a megölt lény – vagy hős – életét!
- Overload (túltöltés): a következő körben ennyivel kevesebb manád lesz. (Fegyverekre és varázslatokra is vonatkozhat). (A kulcsszót csak a shaman kaszt lapjai tartalmazzák.)
- Poisonous (mérgező): ezzel a képességgel rendelkező lény vagy fegyver ha megsebez egy lényt akkor is végez vele, ha egyébként a másik lény túlélné a sebzést.
- Quickdraw: ezzel a képességgel rendelkező lapok extra képességgel rendelkeznek, ha abban a körben kerülnek kijátszásra, amelyikben fel lett húzva.
- Reborn (újjászületés): ezzel a képességgel rendelkező lény halála esetén visszatér a harctérre, de már csak egy élettel fog rendelkezni és sebzett lényként jelöli majd a játék.
- Recruit (toborzás): ezzel a kulcsszóval rendelkező kártyák azonnal megidézik az adott lényt/lényeket a paklidból és kiteszik a harctérre. Lesznek olyan Recruit lapok, amelyek bizonyos kritériumú lapokat idéznek meg, de lesznek olyanok is, amelyek teljesen véletlenszerűen idéznek meg egy lapot a pakliból.
- Rush (roham): azok a lények melyek ezzel a képességgel rendelkeznek kijátszásukkor azonnal támadhatnak akárcsak a Charge esetében, de itt csak más lényeket vehetnek célba.
- Sidequest (mellékküldetés): a normál quest (küldetés) lapokhoz hasonlóan bizonyos feltétel teljesítése után aktivizálódó lapok, eltérés a quest lapoktól, hogy automatikusan nem kerülnek kezdőkézbe.
- Spell Damage +X: ezzel a kulcsszóval rendelkező lapok a varázslatok általi sebzés értékét növelik meg. Pl. Spell Damage +2 esetén a varázslat normál sebzése 2-vel növekszik.
- Spellburst: ha egy Spellburst kulcsszóval rendelkező lény, vagy fegyver van a harctéren, akkor egy varázslat elhasználásakor a Spellburst képesség aktiválódik, de csak az első alkalommal aktiválódik.
- Spellcraft: ezzel a kulcsszóval rendelkező lények egy ideiglenes varázslatot adnak minden körben. (A kulcsszó csak a Battlegrounds játékmódban található.)
- Start of Combat: azok a kártyák, melyek ezzel a képességgel rendelkeznek a csaták kezdetekor fejtik ki hatásukat. (A kulcsszó csak a Battlegrounds játékmódban található.)
- Start of Game: azok a kártyák, melyek ezzel a képességgel rendelkeznek a meccs kezdetekor fejtik ki hatásukat.
- Stealth (álca): ameddig a lény nem sebez, addig nem lehet megcélozni. Leginkább a zsiványhoz kapcsolódik.
- Taunt (figyelemelterelés): minden ellenfélnek ezt a lényt kell támadni.
- Titan: A Titan kulcsszóval rendelkező lények három speciális képességből választhatnak támadás helyett. Minden körben egy képességet lehet aktiválni (beleértve a kijátszás körét is). Amint egy képességet felhasználunk, azt nem lehet újra kiválasztani. Ha mind a három képesség fel lett használva, onnantól a Titan kulcsszóval rendelkező lények a szokásos módon tudnak támadni.
- Tradeable (cserélhető): Ezek a kártyák a Manaértékükért kijátszhatóak, vagy 1 Manáért lecserélhetőek egy másik lapra a pakliból.
- Twinspell (ikervarázs): ha egy Twinspell-lel rendelkező varázslatot használunk el, akkor egy másolatot kapunk a varázslatból a kezünkbe, de már a Twinspell kulcsszó nélkül.
- Venomous: hasonlóan a Poisonous képességhez, ezzel a képességgel rendelkező lény ha megsebez egy másik lényt akkor is végez vele, ha egyébként a másik lény túlélné a sebzést, azonban ez a képesség körönként csak egyszer aktiválódik. (A kulcsszó csak a Battlegrounds játékmódban található.)
- Windfury (széldüh): ez a lény kétszer is támadhat minden körben. Leginkább a sámánhoz kapcsolódik. (Fegyverekre is vonatkozhat).

### Varázslatok
A varázslatoknak csak egyszeri hatásuk van, ami nagyon különböző lehet. A hatás azonnal aktiválódik, kivéve a secreteké. A 20.0-ás frissítéssel a legtöbb varázslatot osztályokba sorolták: Arcane (Misztikus), Fel (Fel), Fire (Tűz), Frost (Fagy), Holy (Szent), Nature (Természet), Shadow (Árny).

#### Secretek
A secretek a varázslatok közé tartoznak azonban csak akkor aktiválódnak, ha megtörténik egy bizonyos akció.
Secretet a paladin, a hunter, a mage és a rogue használ.

#### Quest (Küldetés) lapok
Szintén a varázslatok közé tartozó speciális laptípus.
A Journey to Un'Goro kiegészítővel érkező új laptípus. Teljesítésükért jutalom jár, mely lehet egy erős lény vagy varázslat.
A Saviors of Uldum kiegészítővel új küldetés lapok érkeztek, melyek már együtt lehetnek egy pakliban a korábbi küldetésekkel, de kijátszva egyszerre csak egy lehet. Ezen küldetések teljesítése esetén a Hero Power (Hősképesség) cserélődik le.

#### Questline (Küldetéssorozat) lapok
A United in Stormwind kiegészítővel a játékba kerülő laptípus. Három fázisból állnak, minden fázis teljesítése esetén pedig egy erőteljes zsoldost kapunk.

#### Locations (Helyszínek) lapok
A Murder at Castle Nathria kiegészítővel a játékba kerülő laptípus. A harctérre lehet kijátszani ezeket, majd körönként lehet aktiválni a képességét, azonban ez 1 Tartósságba kerül és utána egy körön át nem aktiválható.

### Fegyverek
A fegyvereknek két tulajdonságuk van: támadás és tartósság. A támadással egyenlő támadást biztosít a hősödnek, amivel a tartóssággal egyenlő számú támadást tehetsz. Minden kaszt rendelkezik fegyverekkel, a harcos, a paplovag és a zsivány rendelkezik a legtöbb fegyverrel, míg a vadásznak és a sámánnak csak limitált a készletük.

## Paklik összeállítása
Jelenleg 4807 kártyalapból válogathatók össze a 30 lapos paklik. Egy lapból kettő ugyanolyan szerepelhet egy pakliban, kivéve a „legendary” lapokat, mert azokból mindössze egy. Léteznek a játékbeli előrehaladással megnyerhető, úgynevezett „soulbound” kártyák, és olyanok, amelyek játékbeli, vagy valódi pénzen vett öt lapos csomagokból bonthatóak. A bontott lapok bizonyos mennyiségű „dust”-ért (porért) visszaadhatóak, majd a belőlük kinyert dustból új kártyákat készíthetünk. (A soulbound lapok nem készíthetőek ezen a módon.) Kártyalapok közvetlenül valódi pénzen nem vásárolhatóak, kizárólag az öt véletlenszerű lapot tartalmazó csomagok, és Aréna belépőjegyek, de ezek is megválthatóak a játékbeli fizetőeszköz, a „gold” (arany) segítségével.

### Lapok besorolása
A játék a bontható kártyalapokat négy kategóriába sorolja, azok gyakoriságának és értékének függvényében.
| Angol/Magyar név   | Jelölés | Eladási ár (dust) | Vételár (dust) |
| ------------------ | ------- | ----------------- | -------------- |
| Common/Gyakori     | Szürke  | 5                 | 40             |
| Rare/Ritka         | Kék     | 20                | 100            |
| Epic/Hősi          | Lila    | 100               | 400            |
| Legendary/Legendás | Narancs | 400               | 1600           |

Mindegyik kártyalapnak létezik golden változata, hasonlóképpen a Magic: The Gathering foilos kártyáihoz. A lapok golden változata megegyezik a sima változatokkal, kivéve, hogy a golden lapok animált grafikával rendelkeznek, és mind az eladási, mind a vételáruk magasabb.
A 20.0-ás frissítéssel megjelentek az úgynevezett diamond vagyis gyémánt kártyák. Ezek 3D animációval rendelkeznek és nem lehet legyártani, de betörni és kártyacsomagból ki lehet őket nyitni. Kivéve az Achievementek teljesítésével vagy egyéb módokon pl. Tavern Pass megvásárlásával megszerezhetőket.
A megszerezhető gyémánt kártyák és megszerzésük módja:
- Blademaster Samuro: a Forged in the Barrens Tavern Pass-t kellett megvásárolni hozzá és a jutalomtérképen az első szinten lehetett megszerezni.
- Bru'kan: a Forged in the Barrens Legendary Collector 5/5 achievementet kell hozzá teljesíteni (össze kell gyűjteni a szett összes - 25 db - Legendary minőségű lapját).
- Ragnaros The Firelord: a Classic Legendary Collector 5/5 achievementet kell hozzá teljesíteni (össze kell gyűjteni az összes - 36 db - Classic Legendary kártyát).
- Varian, King of Stormwind: a United in Stormwind Tavern Pass-t kellett megvásárolni hozzá és a jutalomtérképen az első szinten lehetett megszerezni.
- Darkbishop Benedictus: a United in Stormwind Legendary Collector 5/5 achievementet kell hozzá teljesíteni (össze kell gyűjteni a szett összes - 25 db - Legendary minőségű lapját).
- Jandice Barov: a Scholomance Academy Legendary Collector 5/5 achievementet kell hozzá teljesíteni (össze kell gyűjteni a szett összes - 25 db - Legendary minőségű lapját).
- Drek'Thar: a Fractured in Alterac Valley megjelenési eseményt követően kapja meg minden játékos, amennyiben a Horda nyeri a megjelenési esemény idején zajló összecsapást. Az összecsapást a Szövetség nyerte, de az esemény végeztével rövid ideig (2022. április 6. - 2022. április 25.) megvásárolható volt 3000 aranyért vagy 24.99 euróért.
- Vanndar Stormpike: a Fractured in Alterac Valley megjelenési eseményt követően kapja meg minden játékos, amennyiben a Szövetség nyeri a megjelenési esemény idején zajló összecsapást. Az összecsapást a Szövetség nyerte.
- Korrak the Bloodrager: a Fractured in Alterac Valley Tavern Pass-t kellett megvásárolni hozzá és a jutalomtérképen az első szinten lehetett megszerezni.
- Balinda Stonehearth: a Fractured in Alterac Valley Legendary Collector 5/5 achievementet kell hozzá teljesíteni (össze kell gyűjteni a szett összes - 25 db - Legendary minőségű lapját).
- Sir Finley, Sea Guide: a Voyage to the Sunken City Tavern Pass-t kellett megvásárolni hozzá és a jutalomtérképen az első szinten lehetett megszerezni.
- Commander Sivara: a Voyage to the Sunken City Legendary Collector 5/5 achievementet kell hozzá teljesíteni (össze kell gyűjteni a szett összes - 25 db - Legendary minőségű lapját).
- Loatheb: a Curse of Naxxramas egyjátékos kaland összes lapját kell hozzá megszerezni.
- Murloc Holmes: a Murder at Castle Nathria Tavern Pass-t kellett megvásárolni hozzá és a jutalomtérképen az első szinten lehetett megszerezni.
- Decimator Olgra: a Murder at Castle Nathria Legendary Collector 5/5 achievementet kell hozzá teljesíteni (össze kell gyűjteni a szett összes - 25 db - Legendary minőségű lapját).
- Grand Magister Rommath: a March of the Lich King Tavern Pass-t kellett megvásárolni hozzá és a jutalomtérképen a második szinten lehetett megszerezni.
- Blood Matriarch Liadrin: a March of the Lich King Legendary Collector 5/5 achievement kell hozzá teljesíteni (össze kell gyűjteni a szett összes - 27 db - Legendary minőségű lapját).
- Lady Deathwhisper: megvásárolható volt 3000 aranyért, vagy 2500 runestone-ért.
- Deathbringer Saurfang: a Deathbringer Saurfang Bundle megvásárlásával lehetett megszerezni, a csomag 24.99 euróért vagy 2500 runestone-ért volt megvásárolható és tartalmazott még 2 Signature Golden kártyacsomagot.
- Lor'themar Theron: a Lor'themar Theron Bundle megvásárlásával lehetett megszerezni, a csomag 24.99 euróért vagy 2500 runestone-ért volt megvásárolható és tartalmazott még 2 Signature Golden kártyacsomagot.
- Reno Jackson: a Raiders of the Lost Cards achievementet kell hozzá teljesíteni (össze kell gyűjteni a szett összes - 45 db - lapját).
- Patches the Pirate: a Mean Streets of Gadgetzan Legendary Collector 5/5 achievementet kell hozzá teljesíteni (össze kell gyűjteni a szett összes - 20 db - Legendary minőségű lapját).
- Zola the Gorgon: a Kobolds & Catacombs Legendary Collector 5/5 achievementet kell hozzá teljesíteni (össze kell gyűjteni a szett összes - 23 db - Legendary minőségű lapját).
- Thaddius, Monstrosity: a March of the Lich King Return to Naxxramas miniszett arany változatának megvásárlásával lehet megszerezni.
- Zephrys the Great: a Saviors of Uldum Legendary Collector 5/5 achievementet kell hozzá teljesíteni (össze kell gyűjteni a szett összes - 25 db - Legendary minőségű lapját).
- Heartbreaker Hedanis: a Festival of Legends Tavern Pass-t kellett megvásárolni hozzá és a jutalomtérképen a második szinten lehetett megszerezni.
- E.T.C., Band Manager: az E.T.C. Band Manager Bundle megvásárlásával lehetett megszerezni, a csomag 24.99 euróért vagy 2500 runestone-ért volt megvásárolható és tartalmazott még 3 Golden Festival of Legends kártyacsomagot.
- Rin, Orchestrator of Doom: a Rin, Orchestrator of Doom Bundle megvásárlásával lehetett megszerezni, a csomag 24.99 euróért vagy 2500 runestone-ért volt megvásárolható és tartalmazott még 3 Golden Festival of Legends kártyacsomagot.
- Magatha, Bane of Music: a Festival of Legends Audiopocalypse miniszett arany változatának megvásárlásával lehet megszerezni.
- Zilliax: a TITANS Mega Bundle előrendelői csomag megvásárlásával lehetett megszerezni, a csomag 79.99 euróért vagy 8000 runestone-ért volt megvásárolható.
- Algalon the Observer: a TITANS Tavern Pass-t kellett megvásárolni hozzá és a jutalomtérképen a második szinten lehetett megszerezni.
- Eonar, the Life-Binder: a TITANS Legendary Collector 5/5 achievementet kell hozzá teljesíteni (össze kell gyűjteni a szett összes - 25 db - Legendary minőségű lapját).
- Helya: a Diamond Helya Bundle megvásárlásával lehetett megszerezni, a csomag 49.99 euróért vagy 5000 runestone-ért volt megvásárolható és tartalmazott még 1 Signature Legendary lapot a TITANS és 1 Signature Legendary lapot a Festival of Legends kiegészítőkből.
- Aggramar, the Avenger: a Diamond Aggramar Bundle megvásárlásával lehetett megszerezni, a csomag 49.99 euróért vagy 5000 runestone-ért volt megvásárolható és tartalmazott még 1 Signature Legendary lapot a TITANS és 1 Signature Legendary lapot a Festival of Legends kiegészítőkből.
- Murozond, Thief of Time: a Caverns of Time Bundle (Rank 1 of 2) megvásárlásával lehetett megszerezni, a csomag 49.99 euróért vagy 5000 runestone-ért volt megvásárolható és tartalmazott még 10 arany Caverns of Time kártyacsomagot.
- Velarok Windblade: a Showdown in the Badlands Tavern Pass-t kellett megvásárolni hozzá és a jutalomtérképen a második szinten lehetett megszerezni.
- Elise, Badlands Savior: a Showdown in the Badlands Legendary Collector 5/5 achievementet kell hozzá teljesíteni (össze kell gyűjteni a szett összes - 25 db - Legendary minőségű lapját).
- Flint Firearm: a Diamond Flint Firearm Bundle megvásárlásával lehetett megszerezni, a csomag 49.99 euróért vagy 5000 runestone-ért volt megvásárolható és tartalmazott még 1 Signature Legendary lapot a TITANS és 1 Signature Legendary lapot a Showdown in the Badlands kiegészítőkből.

A March of the Lich King megjelenésével megjelentek az úgynevezett signature kártyák. Ezek csak kozmetikai kártyák, vagyis olyan, mint a Golden, vagy Diamond kártyák, de ezeken a kártyákon a teljes artwork rajta van. Ezeket a kártyákat a Signature Golden csomagokból, Tavern Passal és egyéb módokon lehet megszerezni.

### Fizetőeszköz
A játék belső fizetőeszköze a gold (arany). Gold a küldetésrendszerben előrehaladva bizonyos szintek elérésekor, valamint arénafutamokból nyerhető. Küldetést minden nap egyet generál a játék. Ha ezeket nem teljesíti a játékos, akkor sem vész el, másnap a következő napival együtt teljesítheti. Valamint hetente érkezik három, úgynevezett heti küldetés is. Egy öt kártyalapot tartalmazó csomag (Expert pack) ára 100 gold.
Másik játékbeli valuta a dust (por). Ezt arénafutamokból lehet szerezni, valamint kártyák betöréséért jár. Dust-ból tudunk kártyákat is készíteni.
A 24.2-es frissítéssel bevezetésre került a runestone (rúnakő), mint új fizetési eszköz. Runestone felváltotta a valós pénzen történő vásárlást, tehát amiket eddig a játékban valós pénzen tudtunk megvásárolni ezután Runestone-nal tudjuk. Runestone-t valós pénzzen tudunk venni.
A megvásárolható Runestone mennyiségek és ára a következő:
- 500 Runestone  -  4.99 euró
- 1000 Runestone -  9.99 euró
- 1500 Runestone - 14.99 euró
- 2000 Runestone - 19.99 euró
- 5000 Runestone - 49.99 euró
- 8000 Runestone - 79.99 euró

## Küldetésrendszer és Achievementek
2020. november 12-én a Blizzard egy új Küldetésrendszert vezetett be. Ebben a rendszerben egy Jutalomtérképen (Rewards Track) látható jutalmakat lehet megszerezni. A jutalomtérképen látható jutalmak megszerzésére mindig egy kiegészítő időszaka, vagyis nagyjából 4 hónap áll rendelkezésre. A térképen 50 (a 20.0-ás frissítés megjelenésével 100) szint található, mindegyikhez más-más jutalom (kártya, kártyahátlap, kártyacsomag, belépőjegy) jár, valamint a 100-as szint elérésével egy alternatív hősportrét választhatunk a 10 hős egyikéhez. A 100-as szinten túl a 400. szintig minden szint elérésével 50 arannyal gazdagodik a játékos. Új kiegészítő megjelenésekor azonban mindenki újra 1-es szintre kerül vissza és az eddig meg nem szerzett jutalmai elvesznek. Előrehaladni a rendszerben Tapasztalati Pontok (Experience Point), röviden XP szerzésével lehet. XP-t a különböző játékmódokban történő játszással és a küldetések teljesítésével lehet szerezni, az értük járó XP mennyisége függ a küldetés nehézségétől.
Maga a rendszer ingyenes, de van egy fizetős változata is. Ebben az esetben egy Tavern Pass-t kell megvásárolnunk, melyben különféle jutalmak találhatók, úgymint alternatív hősportrék, kártyahátlap, XP gyorsító, stb.
Az Achievementek lényege, hogy elfoglaltságot és kihívást adjanak, illetve akad néhány közöttük, amelyek XP-t is adnak.

## Szezonok
2016-tól kezdve a Blizzard elnevezi az éveket, melyekbe a játék belép.
- 2016 Year of the Kraken - A Kraken Éve
- 2017 Year of the Mammoth - A Mamut Éve
- 2018 Year of the Raven - A Holló Éve
- 2019 Year of the Dragon - A Sárkány Éve
- 2020 Year of the Phoenix - A Főnix Éve
- 2021 Year of the Gryphon - A Griffmadár Éve
- 2022 Year of the Hydra - A Hydra Éve
- 2023 Year of the Wolf - A Farkas Éve

## Játékformák
A játékban négy formából választhatunk: Casual, Standard, Twist és a Wild.

### Twist
A Twist lecseréli a Classic játékmódot! A Twist egy ranglétrás Hearthstone mód lesz, amiben állandóan váltakozni fognak a szezonok, mindegyik esetben lesz egy csavar a szabályokban! A Twist formátumok speciálisan kiválogatott lapokból és szabályokból állhatnak.

### Casual
Ez a legalapvetőbb játékmód, mely során a játék két emberi ellenfelet sorsol össze. A Causal módban tesztelhetjük magunkat és paklijainkat más játékosok ellen. Ezek tét nélküli meccsek.

### Wild
Ebben a formában a játék teljes lapkészletéből állíthatjuk össze paklinkat. A Tavern Brawlok is – néhány kivételtől eltekintve – ebben a formában játszhatók.
2023. augusztus 31-én bekerült a játék első Wild kiegészítője a Caverns of Time, amellyel 34 új lap is érkezett és több régebbi lapot átdolgoztak és több régebbi lap kapott Signature kinézetet.

### Standard
Ebben a formában az adott naptári év és az azt megelőző év lapjait tartalmazza, valamint a Classic és a Basic lapokat kivéve a Hall of Fame-be került lapok. így a 2 évnél régebbi lapok már nem szerepelnek benne.
2018. november 5-én élesedő 12.4-es frissítés négy új Classic lappot adott a játékhoz, ellensúlyozva azt, hogy korábban Classic lapok kerültek a Hall of Fame-be egyes kasztoktól. Így a Mage kapott két varázslatot, a Rogue és a Warlock pedig egy-egy varázslattal lett gazdagabb.
A 14.6-os frissítéssel két új Basic és nyolc új Classic lapot adtak hozzá a készítők a játékhoz. A Rogue és a Priest kapott 1-1 Basic lapot ugyanis ezen két kaszttól a Hall of Fame-be került 1-1 lap. A Classic szettben pedig a Druid, a Paladin és a Warlock kapott kasztonként egy lapot, a Neutral lapokhoz pedig öt lap érkezett.
Az Ashes of Outland megjelenésével hat priest kártya a Hall of Fame-be került, így ehhez a kaszthoz újakat adtak, így hat lappal lett gazdagabb.
A 20.0-ás frissítéssel megszűnt a Classic, Basic és Hall of Fame szett, az ezekbe tartozó lapok egy része az úgynevezett Core Set-be került. Ez egy 235 lapot tartalmazó lapválogatás, melynek tartalma kiegészítőnként változni fog.

## Játékmódok
A játékban hét játékmód létezik: Practice (Gyakorlás), Ranked (Verseny), Arena (Aréna), Tavern Brawl (Kocsmai Verekedés), Battlegrounds (Csatatér), Duels (Párbaj) és Mercenaries (Zsoldosok).

### Practice
A gyakorló játék folyamán a mesterséges intelligenciával csaphat össze a játékos.

### Ranked
A játékmenet megegyezik a Casual játékmóddal, de azzal a különbséggel, hogy a játékosok egy liga alapú rendszerben játszanak 5 ligával – Bronze, Silver, Gold, Platinum, és Diamond – mindegyik 10 ranggal rendelkezik. Minden rangon 3 csillag van. A csillagokat gyűjtve jutunk előre a ranglétrán, de elvesztésük esetén visszább is eshetünk. Minden rangon van egy szint, ami alá nem lehet esni. Ez minden ligában a 10-es, és az 5-ös rang. A Diamond 1 szinten túl van a Legenda rang is a legjobb játékosok számára. Az a játékos aki a Legend besorolást kapja, már nem csillagokat szerezhet a játékban, hanem azt láthatja, hogy a régió hányadik legjobb játékosa. A Standard és a Wild játékformák tartoznak ide.

### Arena
Az Aréna játékmódba a játékos belépőjegyet (Tavern Ticket) válthat. Itt 30 véletlenszerű lapból állíthatja össze a pakliját, amely addig érvényes, amíg el nem veszt három meccset az arénában. Ha elvesztett három meccset, akkor garantáltan kap egy öt kártyalapot tartalmazó csomagot, és a megnyert játékok arányában egyéb nyereményeket. Maximum 12 győzelemig mehet egy aréna.

### Tavern Brawl
A Tavern Brawl játékmódban a játék két emberi ellenfelet sorsol össze, akik minden héten új, megváltozott szabályok szerint kell hogy összecsapjanak.

### Battlegrounds
Egy teljesen új, automatikus harcot lebonyolító játékmód, ami egy új, stratégiai, 8 játékos élményt hoz a Hearthstone-ba. A Battlegrounds-ban egy ismert hős szerepébe bújhatunk a Hearthstone történelméből, összeállíthatunk egy erőteljes lényekkel teli harcteret, és megküzdhetünk egy csomó izgalmas párbajban, amíg meg nem születik egy győztes!
A játék során érmékből lényeket és varázslatokat tudunk vásárolni a fogadóban vagy érméért cserébe el tudjuk adni. A lényeknek 1-től 6-ig vannak szintjei. A Battlegrounds felkészülési és harci fázisból áll. A felkészülési fázisban tudunk lényeket venni, eladni, fejleszteni a fogadót. A harci fázisban a lények automatikusan támadnak addig amíg legalább az egyik térfélen el nem fogy valamennyi. Ezt követően szintjüknek megfelelően plusz támadást adnak a hősnek aki így megtámadja az ellenfelét. Az győz aki mind a hét ellenfelét legyőzi.

### Duels
A Madness at the Darkmoon Fair kiegészítővel érkező, a Dungeon Runhoz hasonló játékmód, viszont ebben a saját gyűjteményünk lapjait használhatjuk és más játékosok ellen játszunk. Két formája van: Casual Duel és Heroic Duel. A Casual Duel ingyenes és tapasztalatszerzésre tökéletes, míg a Heroic Duelre az Arénához hasonló módokon lehet jelentkezni.

### Mercenaries
Ez a játékmód 2021. október 12-én került be a játékba. A játékmód leginkább egy RPG játékhoz hasonlít. Egy falu (Mercenaries Village) lesz a zsoldosok otthona. A zsoldosok a harcok során fejlődnek. Minden zsoldosnak van Támadása, Élete és különleges képességekkel is rendelkeznek. Háromféle zsoldos létezik, amelyeket különböző színű keretek jelölnek.
- Piros - Védelmező lények (Protector). Duplát sebez a Harcos lényeken.
- Zöld - Harcos lények (Fighter). Duplát sebeznek a Varázsló lényeken.
- Kék - Varázsló lények (Caster). Duplát sebeznek a Védelmező lényeken.

A zsoldosok felszereléseket is kapnak, melyek akár csak a zsoldosok fejleszthetőek. Egyszerre legfeljebb 3 zsoldossal játszhatunk. Azonban a csapatban mindig 6 zsoldos lesz, így ha egy "meghal", egy másik betöltheti a helyét. A csaták előtt a köröket meg kell tervezni, hogy melyik zsoldos mely képességét használja aztán kezdődhet a harc. Ebben a játékmódban lehetőség lesz a program ellen (PvE) és más játékosok ellen (PvP) játszani.
A játékmódban ugyanúgy csomagokat lehet szerezni, melyben már nem kártyák hanem zsoldosok, zsoldos kinézetek illetve érmék (Coin) lehetnek. Az érmékkel tudunk majd zsoldosokat felfogadni (legyártani).
A faluban a következők találhatók:
Harci Verem (Fighting Pit) itt harcolhatunk más játékosok ellen (PvP), teljesíthetünk achievementeket, szerezhetünk egyéb jutalmakat és felkerülhetünk a ranglistára.
Kereskedő Kocsi (Merchant Cart) ez a "bolt" ahol csomagokat vásárolhatunk, továbbá szezonális vagy egyéb személyre szabott ajánlatok is lehetnek.
Kocsma (Tavern) itt található a zsoldos gyűjtemény, itt lehet felfogadni (legyártani) újakat, fejleszteni a képességeiket és az eszközeiket, vagy összeállítani zsoldos csapatokat.
Műhely (Workshop) itt a falut, annak helyszíneit lehet fejleszteni. A fejlesztések új megjelenést adnak és funkciókat oldanak fel.
Postaláda (Mailbox) itt a játékmóddal kapcsolatban érkező bejelentésekről, különleges eseményekről lesznek értesítések.
Tábortűz (Campfire) ahova minden nap látogatók érkeznek, akik küldetéseket ajánlanak fel.
Utazási Pont (Trawel Point) itt lehet elérni a program elleni (PvE) játékot.
A Postaláda melletti területen jelzi a játék, ha van ki nem bontott csomagunk.
A 22.2-es frissítéssel bekerült a Gyakorlótér (Training Grounds), ahol a zsoldosok passzívan gyűjthetnek XP-t a nap folyamán.

## Egyjátékos kalandok
Az egyjátékos kalandokban 700 aranyért vásárolhatunk egy szárnyat, minden kaland 4-5 szárnyat számlál egy szárnyban 2-5 ellenséget legyőzve kapjuk meg hőn áhított lapjainkat.
Az egyjátékos kalandoknak 3 fázisa van:
- Normal: itt kapjuk meg a lapok nagy részét, ez a legfontosabb rész
- Class challenges: Egy előre összeállított paklival kell legyőznünk egy ellenfelet, amitől kapunk 1 lapot
- Heroic: Nagyon nehéz ellenségeket kell legyőznünk, és ha egy kalandban legyőztük az összes ellenséget, akkor a játék egy hátlappal jutalmaz minket a játék.

### Curse of Naxxramas
A játékhoz hozzáadott egyjátékos kaland, a Curse of Naxxramas (Naxxramas átka) 30 új kártyalapot, új egyedi játéktáblát, és egy új egyjátékos játékmenetet tartalmaz, amelyben nem játszható karaktereket kell legyőzni. Megjelenése Európában 2014. július 23-ára volt bejelentve, azonban egy nappal korábban, július 22-én vált elérhetővé. A kaland a lebegő Naxxramas körül forog, ahová a lich Kel'Thuzad összegyűjt mindenféle szörnyűséget.

### Blackrock Mountain
A második egyjátékos kaland, a Blackrock Mountain 2015 március 6-án lett bejelentve, a Pax East rendezvényen, majd 2015 április 2-án vált elérhetővé. Ez a kiegészítő 17 ellenfelet, 31 új kártyalapot, új egyedi játéktáblát és egyedi kártyahátlapokat tartalmaz. A történet a Blackrock Mountaint lakó két ellenséges frakció, a Nefarius által vezetett sárkányok, és a Ragnaros által vezetett törpök harca körül forog.

### League of Explorers
Ez a harmadik egyjátékos kaland, amely 2015 November 13.-án jött ki. 13 ellenfelet, 37 kártyalapot, 2 játéktáblát, két hátlapot tartalmaz. A történet a League of Explorers nevezetű felfedezőcsapatról szól, név szerint: Elise Starseeker ("a kartográfus"), Reno Jackson, Brann Bronzebeard és Sir Finley Mrrgglton. A történet a Staff of Origination kereséséről szól, ahogy a kalandoroknak külön-külön meg kell keresniük a darabokat, amelyeket összeillesztve megszerezhetik a kincset. Igen ám, de a darabokat őrző erőkön kívül is akad ellenségük: Rafaam, a főtolvaj!

### One Night in Karazhan
Ez a negyedik egyjátékos kaland, amely 2016 augusztus 11-én lépett érvénybe. A történet a különleges, Karazhan mágikus tornyában megrendezett partiról szól, amelyre a játékosnak meghívója érkezik. A házigazda Medivh, az Őriző, akinek a lakhelyéül is szolgál ez az arkán mágiákat összegyűjtő építmény. Azonban hiába érkeznek meg a vendégek, egyvalaki hiányzik: Medivh! A torony megbűvölt lakói Medivh védőbűbájai nélkül a vendégek életére törnek; a játékos feladata kideríteni, hogy vajon mi történt.
A 2018-as BlizzCon-on a készítők bejelentették, hogy egyelőre nem tervezik további kalandok kiadását.

## Kiegészítők

### Goblins vs Gnomes
A játék első kiegészítője, a Goblins vs Gnomes (Goblinok a gnómok ellen) 123 új kártyalapot és új egyedi játéktáblát tartalmaz. A kiegészítő témája a Goblinok és Gnómok rivalizálása, illetve az általuk készített mechanikai csodák.

### The Grand Tournament
A játék második kiegészítője, a The Grand Tournament 2015 augusztusától vált elérhetővé. A kiegészítő 132 új kártyalapot tartalmaz. A kiegészítő témája a Grand Tournament, ami eredetileg a legnagyobb hősök kiválasztására volt elrendelve, ám ma már csak egy hatalmas fesztivál, ahol a bajnokok összemérhetik az erejüket.

### Whispers of the Old Gods
A játék a harmadik kiegészítője, a Whispers of the Old Gods 2016 április 29-én vált elérhetővé. A kiegészítő témája az Ősi Istenek, akik ugyan évezredekig álmukat aludták, ám most felébrednek, és a szörnyűségeket rázúdítják a világra.134 lapot tartalmaz.

### Mean Streets of Gadgetzan
A játék negyedik kiegészítője, a Mean Streets of Gadgetzan 2016 december 1-én vált elérhetővé. A kiegészítő témája a Grimy Goons, Jade Lotus, The Kabal. Ezek a bandák
Gadgetzan utcáin harcolnak. És  most már olyan kártyák is vannak amiket három kaszttal használhatsz. 132 lapot tartalmaz.

### Journey to Un'Goro
A játék ötödik kiegészítője, a Journey to Un'Goro 2017. április 6-án (európai és ázsiai régióban április 7-én) vált elérhetővé. A kiegészítő témája Un'Goro vadonjában való kalandozás a hatalmas bestiák, vérszomjas dinoszauruszok és erős elementálok között.
A kiegészítő 135 új lapot tartalmaz.

### Knights of the Frozen Throne
A játék hatodik kiegészítője, a Knights of the Frozen Throne 2017. augusztus 10-én (európai és ázsiai régióban augusztus 11-én) vált elérhetővé. A kiegészítő témája Northrend fagyos vidékein való kalandozás csontvázak, zombik és egyéb élőhalott szörnyek között ahol a csontig hatoló hideggel is meg kell küzdenie az erre a vidékre tévedő hősöknek. A kiegészítőben minden kaszthoz érkezik egy Death Knight változat. Ezen Death Knight hőskártyák kijátszásakor a hősünk és annak Hero Powere lecserélődik egy erősebbre.
A kiegészítő 135 új lapot tartalmaz.

#### Icecrown Citadel
A Knights of the Frozen Throne-hoz érkező ingyenes kaland, ahol a World of Warcraftban már megismert Icecrown Citadelbe látogatunk és küzdünk meg annak lakóival, összesen nyolccal. A kaland egy prológussal indul majd három szárny ellenségeivel kell megküzdenünk. Ebben a kalandban külön kártyák nem járnak jutalomként, a prológus teljesítését követően egy Death Knight kőskártyát ad a játék, viszont minden szárny teljesítéséért egy kártyacsomagot kapunk. A legvégén maga a Lich King lesz az ellenfelünk.

### Kobolds and Catacombs
A játék hetedik kiegészítője, a Kobolds and Catacombs 2017. december 7-én (európai és ázsiai régióban december 8-án) vált elérhetővé. A kiegészítőben a föld mélyén lapuló lények kerülnek középpontba. Patkányok, férgek és egyéb szörnyűségek várnak ránk, és persze a földalatti járatok urai a koboldok. A kiegészítőben minden hős kap egy legendary minőségű fegyvert. Ebben a kiegészítőben különleges úgynevezett spellstone lapok is érkeznek, ezek olyan varázslatok melyek egy bizonyos feltétel teljesülésekor fejlődnek.
A kiegészítő 135 új lapot tartalmaz.

#### Dungeon Run
A Kobolds and Catacombs-hoz nem érkezik kaland mód, helyette egy újfajta egyszemélyes játékmóddal a Dungeon Runnal ismerkedhetünk meg. A Dungeon Runban 48 különböző ellenfélből választ a játék 8-at, akiket egy általunk választott hőssel le kell győzni. A futamot 15 kártyával kezdjük, minden ellenfél legyőzése után jutalmakat kapunk. Ez a jutalmak lehetnek kincskártyák. Ezek erőteljes lapok melyek az előrehaladásban nagymértékben tudnak segíteni. Továbbá győzelem esetén zsákmányokat is kapunk. Ebben az esetben 3 zsákmányból választhatunk egyet melyben három kártya található amelyek szintén hozzáadódnak a paklinkhoz. A Dungeon Run során ahogy haladunk előre egyre nehezebb ellenfelek érkeznek. Amennyiben veszítünk elölről kell kezdenünk a futamot. Ha mind a kilenc kaszttal teljesítettünk egy futamot egy kártyahátlap lesz a jutalmunk.

### The Witchwood
A játék nyolcadik kiegészítője, a The Witchwood 2018. április 12-én vált elérhetővé. A kiegészítőben egy hátborzongató, elátkozott vidékre Gilneas városa mellett elterülő Witchwood-ba kalandozunk. Ezen a vidéken élő lények könnyű prédának találták a város lakóit és megfertőzték őket a worgen-átokkal, akik így félig ember félig farkas úgynevezett Worgen-ekké váltak. Vezérük Genn Greymane a Greymane Ház ura. A kiegészítőben worgenek mellett számos félelmetes, veszélyes és nagy erejű lénnyel találkozhatunk. A Witchwood a World of Warcraftban eredetileg a Broken Isles Highmountain zónájában található.
A kiegészítő 135 új lapot tartalmaz.

#### Monster Hunt
A The Witchwood-hoz nem érkezik kaland mód, helyette a Monster Hunt elnevezésű kihívással ismerkedhetünk meg. Ez a Dungeon Run-hoz hasonló egyszemélyes játékmód, melyben négy speciális hőssel kell legyőznünk az ellenfeleinket. Minden győzelem esetén – akárcsak a Duneon Run-oknál – kártyákkal gazdagíthatjuk paklinkat. Ha mind a négy hőssel teljesítettük a kihívást egy kártyahátlap lesz a jutalmunk. Ezek a hősök Cannoneer (Warrior), Houndmaster (Hunter), Time-Tinker (Mage) és a Tracker (Rouge).

### The Boomsday Project
A játék kilencedik kiegészítője, a The Boomsday Project 2018. augusztus 07-én vált elérhetővé. A kiegészítőben az őrült zseni Dr. Boom laboratóriumába nyerünk betekintést ahol különféle mechanikus szörnyek találhatók és a tudósok bizarr kísérleteket végeznek.
A kiegészítő 135 új lapot tartalmaz.

#### Puzzle Lab
A The Boomsday Project esetében sem érkezik kaland mód, helyette egy teljesen új játéktípussal a Puzzle Lab-bal ismerkedhetünk meg. Ennek a típusnak a lényege, hogy egy adott feladványt kell teljesítsünk a játéktéren található lényeink valamint a kezünkben lévő lapokkal. Több mint 100 féle feladvány (puzzle) lesz. Ha sikeresen teljesítettük a Puzzle Lab kihívásait egy hátlap lesz a jutalmunk.
Négyféle puzzle típust lehet majd teljesíteni:
- Lethal Puzzle: Ebben a kísérletben le kell győznünk az ellenfelet egy kör alatt a rendelkezésére álló lapokkal.
- Mirror Puzzle: Itt az ellenfelünk harcterét kell tökéletesen lemásolni.
- Board Clear Puzzle: Ezekben a feladványokban ellenfelünk harcterét kell teljesen megtisztítani.
- Survival Puzzle: Ebben az esetben úgy kell taktikáznunk, hogy túléljük ellenfelünk következő támadását.

### Rastakhan's Rumble
A játék tizedik kiegészítője, a Rastakhan's Rumble 2018. december 4-én vált elérhetővé. A kiegészítőben a Stranglethorn Vale-ben (Folytótüske Völgy) található Gurubashi Arénába vezet utunk, ahol egy nagyszabású troll bajnokságnak lehetünk a szem- és fültanúi. Az arénában troll bajnokok csapnak össze akiket a spirituális isteneik a Loák vagy azok lelke (Spirit) segít a küzdelmek során.
A kiegészítő 135 új lapot tartalmaz.

#### Rumble Run
Ebben az egyszemélyes játékban egy fiatal troll bajnokkal kezdünk, aki még nem kötelezte el magát egyik Loa felé sem. A játék legelején három ereklye (Shrine) közül választhatunk ami végül meghatározza, hogy mely kaszt Loája fog hozzánk tartozni. Minden kaszthoz három Shrine tartozik így összesen 27-ből ajánl majd fel a játék. Ahogy haladunk előre úgy kapunk további lényeket és varázslatokat a paklinkba. A Dungeon Runban megismert treasur-ök helyett most különböző bajnokok fognak mellénk állni a harcok során. Ebben a játékmódban nyolc kihívót kell legyőzzünk és miután legyőztük őket egy végső ellenféllel kell megküzdenünk. Ha sikeresen teljesítjük ezeket egy kártyahátlap lesz a jutalmunk.

### Rise of Shadows
A játék tizenegyedik kiegészítője, a Rise of Shadows 2019. április 9-én vált elérhetővé. A kiegészítőben a Gonoszok Ligája (Madame Lazul-priest, Togwaggle-rogue, Hagatha-shaman, Dr. Boom-warrior és Rafaam-warlock) megtámadja a lebegő várost Dalarant, annak mágikus és nagy erejű kincseiért. A város védelmezői (druid, hunter, mage, paladin) ezt akarják megakadályozni.
A kiegészítő 135 új lapot tartalmaz + a The Dalaran Heist 1 lapot.
A 14.4-es frissítéssel egy új kártya került a játékba, amely eredetileg a The Boomsday Project szetthez tartozó lap, de csomagnyitással nem szerezhető meg. Annak aki szeretné a gyűjteményében tudni le kell gyártania dustból.

#### The Dalaran Heist
A Rise of Shadows kiegészítőben 2019 májusában egy, az előzőektől merőben eltérő egyjátékos kaland érkezett. Öt fejezetből áll (az első ingyenes), valamint található benne heroic mód is (nehezített változat). A kalandban 75 lehetséges ellenfélből választ a játék . A fejezeteket 700 aranyért lehet megvásárolni (a négy fejezet 2800 arany egy összegben), vagy 19.99 euróért egyben. Valamennyi fejezet megvásárlását követően több, nagyszerű jutalom mellett egy arany Legendary kártya Zayle, Shadow Cloak lesz a jutalmunk, akinek egészen különleges a képessége. A kaland normál és heroic módjának teljesítését követően egy-egy hátlap lesz a jutalmunk.

### Saviors of Uldum
A játék tizenkettedik kiegészítője, a Saviors of Uldum 2019. augusztus 6-án vált elérhetővé. A kiegészítőben folytatódik a Rise of Shadowsban már megismert történet. A Gonoszok Ligája sikeresen elfoglalta Dalarant és zsákmányukkal Uldum felé vették az irányt. Azonban ott szembe találták magukat a League of Explorers (Felfedezők Ligája) tagjaival – Elise, Brann, Reno és Sir Finley – akik célja, hogy megvédjék Uldumot a gonosztól azonban az E.V.I.L. sem érkezik felkészületlenül, nagy erejű Plague (Pestis) varázslatokkal készülnek meghódítani és kifosztani ezt a területet is.
A kiegészítő 135 új lapot tartalmaz.

#### Tombs of Terror
A kaland 2019. szeptember 17-én jelent meg. Öt fejezetből áll (az első ingyenes), valamint ebben a kalandban is található heroic mód (nehezített változat). A fejezeteket 700 aranyért lehet megvásárolni (a négy fejezet 2800 arany egy összegben), vagy 14.99 euróért egyben. A kaland normál és heroic módjának teljesítését követően egy-egy hátlap lesz a jutalmunk. Valamint minden szárnyban, ha eljutunk legalább az ötödik ellenfélig és le is győzzük kapunk három Saviors of Uldum kártyacsomagot. Így a normal mód teljesítését követően 15 kártyacsomaggal leszünk gazdagabbak, továbbá egy arany Classic kártyacsomagot is kapni fogunk. Mindegyik fejezet végén egy erőteljes ellenféllel, egy Plague Lord-dal (Pestis Úrral) kell megküzdenünk, amelyek 300 életponttal rendelkeznek, azonban ha veszítünk ellenük akkor a következő alkalommal már annyi élettel kezdenek amennyi az előző futam alkalmával maradt nekik. A kalandban a League of Explorers tagjaival játszhatunk, melyben az a különleges, hogy mindegyikőjük úgynevezett dual class (dupla karakterosztály) hős, azaz két különböző kaszt kártyáit lehet használni velük. Így Reno mage/rogue, Sir Finnley Mrrgglton paladin/shaman, Brann hunter/warrior, Elise druid/priest lapokat tud használni.

### Descent of Dragons
A játék tizenharmadik kiegészítője, a Descent of Dragons 2019. december 10-én vált elérhetővé. Dalaran még az E.V.I.L. kezében, Uldum elesett, a kiegészítőben Dragonblight-ba érkezünk ahol folytatódik a harc a Gonoszok Ligája és a Felfedezők Ligája között. A harcokhoz csatlakozik Galakrond is, aki a Gonoszok Ligáját erősíti, így a Priest, Rogue, Shaman, Warlock és a Warrior kasztokhoz érkezett a lap. Ez a végső ütközet helyszíne, itt dől el ki kerül ki győztesen.
A kiegészítő 140 új lapot tartalmaz, melyből 135 lapot csomagok nyitásával lehet megszerezni, míg az 5 Galakrond hőskártyát mindenki megkapja aki a megjelenést követő 90 napban belép a játékba.

#### Galakrond's Awakening
A Descent of Dragonhoz 2020. január 21-én érkező egyjátékos kaland.  A kaland négy fejezetből fog állni és az előzőekhez hasonlóan heroic módot is kap. A fejezeteket 700 aranyért lehet megvásárolni (a négy fejezet 2800 arany egy összegben), vagy 6.99 euró fejezetenként (19.99 euróért egyben). Ennek a kalandnak a különlegessége, hogy két külön története lesz. A történet egyik részében a Gonoszok Ligájának (E.V.I.L.) segítünk, míg a másik történetben a Felfedezők Ligájának.
A kaland mind a négy fejezetének teljesítése esetén 35 új kártyával lesz gazdagabb a gyűjteményünk (fejezetenként 2x4 lapot kapunk, továbbá az első fejezet teljesítése esetén további hármat) a heroic mód teljesítése esetén pedig két kártyahátlapot kapunk.

### Ashes of Outland
A játék tizennegyedik kiegészítője, az Ashes of Outland 2020. április 07-én vált elérhetővé. Ebben a kiegészítőben elhagyjuk Azerothot és Outlandre kalandozunk. Arra a világra amely egykoron Draenorként ismertek, mára azonban darabjaira szakadt és így lebeg az űrben. Ez a világ több faj köztük az orc-ok szülőotthona, valamint a draenei faj is erre a világra menekült mikor kénytelenek voltak elhagyni saját bolygójukat Argust. Outlanden több jelentős erődítmény is található, mint közül talán a legjelentősebb Black Temple, melyben a démonvadászok vezére Illidan Stormrage uralkodik.
A kiegészítő 135 új lapot tartalmaz. Továbbá a kaland prológusaként érkező kis történet végigjátszásával feloldjuk a demon hunter kasztot és további 30 kártyát, mely lapok ennek a kasztnak a kezdőlapjai.

#### Trial by Felfire
Az Ashes of Outlandhez 2020. június 17-én megjelent egyjátékos kaland. A teljesítéséért egy hátlap jár, illetve a kaland mód kihívásainak teljesítéséért egy nem betörhető Golden Kael'thas Sunstrider a jutalom. A kaland ingyenes.

### Scholomance Academy
A játék tizenötödik kiegészítője, a Scholomance Academy 2020. augusztus 06-án vált elérhetővé. Ebben a kiegészítőben a varázslatos iskola, a Scholomance Akadémia padjaiba ülünk be, melyet maga Kel'Thuzad vezet még mielőtt gonosz lich nem lett belőle. Ebben az iskolában tanulhatnak a bajnokok, hogy aztán szembe tudjanak nézni a jövőben érkező veszélyekkel, vagy egymással. Azonban nem minden az aminek látszik. Az iskola alatt egy gonosz szekta is rejtőzik.
A kiegészítő 135 új lapot tartalmaz és a játék történetében először érkeznek a dual class (dupla karakterosztály) lapok. Ezek olyan lapok, amelyeket két karakterosztály is használhat. A létező variációk: demon hunter/hunter, demon hunter/warlock, druid/hunter, mage/shaman, paladin/warrior, priest/paladin, rogue/mage, shaman/druid, warlock/priest, warrior/rogue.  

#### Book of Heroes
A Scholomance Academyhez 12 hónapon át – tehát majdnem minden hónapban – érkező egyjátékos kaland, melyben a 10 hős története kerül elmesélésre.  A kaland ingyenes, azonban korlátozott ideig – az adott hőshöz tartozó történet megjelenésének első hetében – lehetőség van megvásárolni az éppen aktuális hőshöz tartozó Bundle-t. A Bundle-ben az adott hőshöz tartozó alternatív portré és 5 a hőshöz tartozó Standard lapokat tartalmazó csomag van.
Az eddig játszható történetek, alternatív kinézetek és megjelenésük dátuma:
- mage: Scholar Jaina (2020. szeptember 15.)
- hunter: Warsong Rexxar (2020. október 13.)
- warrior: Nagrand Garrosh (2020. december 16.)
- paladin: Second War Uther (2021. január 5.)
- priest: SI:7 Anduin (2021. február 2.)
- rogue: Gladiator Valeera (2021. március 2.)
- shaman: Frostwolf Thrall (2021. május 25.)
- druid: Emerald Malfurion (2021. június 22.)
- warlock: Shadowmoon Gul'dan (2021. július 20.)
- demon hunter: Skullbearer Illidan (2021. augusztus 10.)

### Madness at the Darkmoon Fair
A játék tizenhatodik kiegészítője, mely 2020. november 17-től vált elérhetővé. Ebben a kiegészítőben a Darkmoon Isle-ra (Sötéthold Sziget) utazunk, ahol Silas Darkmoon által vezetett karneváli forgatag zajlik a mélység négy vészjósló vendégével. Ebben a kiegészítőben visszatérnek az ősi istenek (Old Gods), C'Thun, N'Zoth, Y'Shaarj és Yogg-Saron.
A kiegészítő 135 új lapot tartalmaz. Bejelentkezési eseményként 2020. október 22-t követően aki belép a játékba automatikusan megkapja a Silas Darkmoon legendary kártyát, amely ennek a kiegészítőnek a lapkészletébe tartozik.
A 19.4-es frissítéssel bekerült a játékba a Darkmoon Racers miniszett, ami 35 új lapot adott hozzá a korábbi 135-höz. Ezek a lapok a Madness at the Darkmoon Fair kiegészítő lapkészletébe tartoznak így hozzájuk lehet jutni kártyacsomagok kinyitásával, de le lehet ezeket gyártani dust-ból is. Továbbá a miniszett összes lapja megvásárolható volt 2000 aranyért vagy 14.99 euróért is.

### Forged in the Barrens
A játék tizenhetedik kiegészítője, mely 2021. március 30-án jelent meg. Ebben a kiegészítőben Kalimdor szavannás vidékére a Barrens-re utazunk, ahol korábban a Szövetség és a Horda ádáz csatákat vívott egymással. De nem csak ez a két szemben álló frakció harcol itt az életben maradásért. A területen rengeteg vérszomjasabbnál vérszomjasabb bestia keresi prédáját és ezen a vidéken találhatóak a kegyetlen kentaur klánok is.
A 20.4-es frissítéssel bekerült a játékba a Wailing Caverns miniszett, ami 35 új lapot adott hozzá a korábbi 135-höz. Ezek a lapok a Forged in the Barrens kiegészítő lapkészletébe tartoznak így hozzájuk lehet jutni kártyacsomagok kinyitásával, de le lehet ezeket gyártani dust-ból is. Továbbá a miniszett összes lapja megvásárolható volt 2000 aranyért vagy 14.99 euróért is. A miniszett a 23.2-es frissítéssel újra megvásárolhatóvá vált 2022. május 31-ig normál változatban 14.99 euróért valamint arany változatban 69.99 euróért.

#### Book of Mercenaries
A Forged in the Barrens-szel érkező egyjátékos kaland, melyben 10 zsoldos története kerül elmesélésre.  A kaland ingyenes.
Az eddig játszható történetek és megjelenésük dátuma:
- warrior: Rokara (2021. április 6.)
- priest: Xyrella (2021. június 2.)
- druid: Guff Runetotem (2021. június 15.)
- demon hunter: Kurtrus Ashfallen (2021. július 13.)
- warlock: Tamsin Roame (2021. szeptember 7.)
- paladin: Cariel Roame (2021. november 9.)
- rogue: Scabbs Cutterbutter (2021. november 16.)
- hunter: Tavish (2022. január 20.)
- shaman: Bru'kan (2022. február 15.)
- mage: Dawngrasp (2022. március 15.)

### United in Stormwind
A játék tizennyolcadik kiegészítője, mely 2021. augusztus 3-án jelent meg. Ebben a kiegészítőben a Szövetség fővárosába, Viharváradra (Stormwind) térünk be. A városban nyüzsög az élet. Karaktereinkkel küldetés-sorozatokat (Questline) hajthatunk végre. Ezek Legendary varázslatok, melyek a játék legelején a játékos kezébe kerülnek, három fázisból állnak és mind a három fázis teljesítése esetén egy erőteljes zsoldost kapunk. Hőseink továbbá szakmákat tanulhatnak (ezek az eszközök valójában fegyverek, melyeknek speciális képességeik vannak támadási érték helyett). Lényeinknek hátasokat (mount) adhatunk. A hátas lapok varázslatok, melyek felerősítik az adott lényt és ha a lény elpusztul a harcban a hátas megidéződik a harctérre, hogy tovább harcoljon.
A kiegészítő 135 új lapot tartalmaz.
A 21.6-os frissítéssel bekerült a játékba a Deadmines miniszett, ami 35 új lapot adott hozzá a korábbi 135-höz. Ezek a lapok a United in Stormwind kiegészítő lapkészletébe tartoznak így hozzájuk lehet jutni kártyacsomagok kinyitásával, de le lehet ezeket gyártani dust-ból is. Továbbá a miniszett összes lapja megvásárolható volt 2000 aranyért vagy 14.99 euróért is. A miniszett a 23.2-es frissítéssel újra megvásárolhatóvá vált 2022. május 31-ig normál változatban 14.99 euróért valamint arany változatban 69.99 euróért.

### Fractured in Alterac Valley
A játék tizenkilencedik kiegészítője, mely 2021. december 7-én jelent meg. Ebben a kiegészítőben a hófödte hegyekkel körbezárt Alterac-völgybe (Alterac Valley), a Dérfarkas (Frostwolf) klán és a Stormpike törpék otthonába kalandozunk. Itt csapnak össze egymással a Szövetség és a Horda erői, hogy eldöntsék ki uralja majd a területet és aknázhatja ki annak természeti kincseit.
A kiegészítő 135 új lapot tartalmaz.
A 22.4-es frissítéssel bekerült a játékba az Onyxia's Lair miniszett, ami 35 új lapot adott hozzá a korábbi 135-höz. Ezek a lapok a Fractured in Alterac Valley kiegészítő lapkészletébe tartoznak így hozzájuk lehet jutni kártyacsomagok kinyitásával, de le lehet ezeket gyártani dust-ból is. Továbbá a miniszett összes lapja megvásárolható volt 2022. április 4-ig normál változatban 2000 aranyért vagy 14.99 euróért is. Valamint arany változatban 69.99 euróért. A miniszett a 23.2-es frissítéssel újra megvásárolhatóvá vált 2022. május 31-ig normál változatban 14.99 euróért valamint arany változatban 69.99 euróért.

### Voyage to the Sunken City
A játék huszadik kiegészítője, mely 2022. április 12-én jelent meg. Ebben a kiegészítőben az elsüllyedt városba Zin-Azshariba utazunk, ahol maga Azshara Királynő uralkodik. Megismerkedünk ezen víz alatti világ különös és egyben veszélyes lényeivel és az itt élő Nagákkal.
A kiegészítő 135 új lapot tartalmaz.
A 23.4-es frissítéssel bekerült a játékba a Throne of the Tides miniszett, ami 35 új lapot adott hozzá a korábbi 135-höz. Ezek a lapok a Voyage to the Sunken City kiegészítő lapkészletébe tartoznak így hozzájuk lehet jutni kártyacsomagok kinyitásával, de le lehet ezeket gyártani dust-ból is. Továbbá a miniszett összes lapja megvásárolható volt 2022. szeptember 12-ig normál változatban 2000 aranyért vagy 14.99 euróért is. Valamint arany változatban 69.99 euróért.

### Murder at Castle Nathria
A játék huszonegyedik kiegészítője, mely 2022. augusztus 2-án jelent meg. Ebben a kiegészítőben az Árnyékföldeken (Shadowlands) található Revendreth-be utazunk, ahol annak vezetője Denathrius Főúr (Sire Denathrius) fogadást tart. Az ünnepség azonban szörnyű tragédiába torkollik, ugyanis valaki végez a vendéglátóval. Ekkor megjelenik a nagyszerű detektív Murloc Holmes és hű segédje egyben barátja Dr. Watfin, akik azonnal hozzálátnak az ügy felderítésének. Nyomozásuk alatt bejárják Revendreth különfél helyszíneit és nyomokat gyűjtenek, hogy megtudják ki volt a gyilkos.
A kiegészítő 135 új lapot tartalmaz.
A 24.4-es frissítéssel bekerült a játékba a Maw and Disorder miniszett, ami 35 új lapot adott hozzá a korábbi 135-höz. Ezek a lapok a Murder at Castle Nathria kiegészítő lapkészletébe tartoznak így hozzájuk lehet jutni kártyacsomagok kinyitásával, de le lehet ezeket gyártani dust-ból is. Továbbá a miniszett összes lapja megvásárolható normál változatban 2000 aranyért vagy 1500 runestone-ért is. Valamint arany változatban 69.99 euróért vagy 7000 runestone-ért.

### March of the Lich King
A játék huszonkettedik kiegészítője, mely 2022. december 6-án jelent meg. Ebben a kiegészítőben a Északszirtre (Northrend), a Lich Király birodalmába utazunk, ahol a kegyetlen élőhalottak seregei portyáznak. Ebben a kiegészítőben érkezik a death knight, mint a játék tizenegyedik játszható hőse. A death knight a harc során rúnákat használ. A használt rúnák meghatározzák a death knight harcstílusát.
A kiegészítő 145 új lapot tartalmaz. Továbbá a prológusként érkező kis történet végigjátszásával feloldjuk a death knight kasztot és a kaszthoz tartozó kezdőlapokat.
A kiegészítővel egyidőben jelent meg a Path of Arthas miniszett, ami 26 lapot tartalmazott a death knight kaszthoz. A miniszett összes lapja megvásárolható normál változatban 2000 aranyért vagy 1500 runestone-ért is. Valamint arany változatban 69.99 euróért vagy 7000 runestone-ért.
A 25.4-es frissítéssel bekerült a játékba a Return to Naxxramas miniszett, ami 38 új lapot adott hozzá a korábbi 145-höz. Ezek a lapok a March of the Lich King kiegészítő lapkészletébe tartoznak így hozzájuk lehet jutni kártyacsomagok kinyitásával, de le lehet ezeket gyártani dust-ból is. Továbbá a miniszett összes lapja megvásárolható normál változatban 2000 aranyért vagy 1500 runestone-ért is. Valamint arany változatban 69.99 euróért vagy - most először - 10000 aranyért.

### Festival of Legends
A játék huszonharmadik kiegészítője, mely 2023. április 11-én jelent meg. Ebben a kiegészítőben különböző zenei irányzatok csapnak össze, minden kaszt egy sajátos zenei stílussal rendelkezik. Death knight - Metal; druid - Hippie; demon hunter - Emo; hunter - Folk; mage - Electronic; paladin - Disco; priest - Pop; rogue - Hip Hop; shaman - Jazz; warlock - Classical; warrior - Rock
A kiegészítő 145 új lapot tartalmaz.
A 26.4-es frissítéssel bekerült a játékba az Audiopocalypse miniszett, ami 38 új lapot adott hozzá a korábbi 145-höz. Ezek a lapok a Festival of Legends kiegészítő lapkészletébe tartoznak így hozzájuk lehet jutni kártyacsomagok kinyitásával, de le lehet ezeket gyártani dust-ból is. Továbbá a miniszett összes lapja megvásárolható normál változatban 2000 aranyért vagy 1500 runestone-ért is. Valamint arany változatban 69.99 euróért vagy 10000 aranyért.

### TITANS
A játék huszonnegyedik kiegészítője, mely 2023. augusztus 1-jén jelent meg. Ebben a kiegészítőben megérkeznek az univerzum védelmezői, a Titánok. A titánok kolosszális, bolygóméretű kozmikus lények egy fajtája, amely arkánikus mágiából és abból az ősanyagból áll, amelyből az univerzum született. Két lábon járó világok módjára barangoltak a kozmoszban, magának a teremtésnek a nyers erejével felvértezve.
A kiegészítő 145 új lapot tartalmaz.
A 27.4-es frissítéssel bekerült a játékba a Fall of Ulduar miniszett, ami 38 új lapot adott hozzá a korábbi 145-höz. Ezek a lapok a TITANS kiegészítő lapkészletébe tartoznak így hozzájuk lehet jutni kártyacsomagok kinyitásával, de le lehet ezeket gyártani dust-ból is. Továbbá a miniszett összes lapja megvásárolható normál változatban 2000 aranyért vagy 1500 runestone-ért is. Valamint arany változatban 69.99 euróért vagy 10000 aranyért.

### Showdown in the Badlands
A játék huszonötödik kiegészítője, mely 2023. november 14-én jelent meg. Ebben a kiegészítőben igazi vadnyugati hangulatba kerül mindenki. Egy kietlen területre a Badlands-re kalandozunk, ahol a törvények őreinek fel kell venni a harcot a törvényen kívüliekkel.
A kiegészítő 145 új lapot tartalmaz.

## E-sport
A játék nagyon fontos része a profi e-sport. A játékosok a twitchen és hasonló helyeken közvetítik meccseiket, és profi bajnokságokon is összecsapnak, általában jelentős pénzdíjakért. A jelentős eseményeken, mint a Blizzcon, DreamHack, vagy a SeatStory cup-on olyan játékosok csapnak össze, mint Jason "Amaz" Chan, Aleksandr "Kolento" Malsh, Octavian "Kripparian" Morosan, vagy Thijs "ThijsNL" Molendijk.
Az eddigi Hearthstone világbajnokság győztesek:
- James "Firebat" Kostesich (2014)
- Sebastian "Ostkaka" Engwall (2015)
- Pavel "Pavel" Beltukov (2016)
- Chen Wei Lin "tom60229" (2017)

A legjobb magyar Hearthstone játékos Kalenics Máté "Exigo" aki 2019-ben megnyerte a WCG (World Cyber Games) Hearthstone versenyt.

## Megjelenés
A Hearthstonet a Penny Arcade Expón mutatták be 2013 márciusában, és a megjelenést még az évre tették. 2013 augusztusától a játék zárt béta fázisba lépett, amelybe több mint egy millió játékost vontak be, a nyílt béta változatot decemberre tervezték, de az végül 2014. januárra csúszott át. Az Android- és iOS-változat bejelentése 2013 novemberében történt. A játék végül 2014 márciusában jelent meg Windowsra, áprilisában pedig iPadra.

## Magyar Hearthstone közösségek
- HearthStone Hungary – Hivatalos magyar Blizzard Fansite.[16]
- Hearthstone Magyarország Facebook csoport